# Douglas SBD Dauntless
Douglas SBD Dauntless (Scout Bomber Douglas) – amerykański dwumiejscowy bombowiec nurkujący i samolot rozpoznawczy, jednosilnikowy dolnopłat o konstrukcji metalowej z czasów II wojny światowej, przeznaczony do prowadzenia operacji bombowych oraz rozpoznawczych z pokładów okrętów oraz lotnisk na lądzie. Jeden z najbardziej zasłużonych samolotów pokładowych wojny na Pacyfiku.
Bombowce nurkujące SBD Dauntless odegrały kluczową rolę podczas największych bitew pierwszych dwóch lat wojny na Pacyfiku, zwłaszcza podczas bitew na Morzu Koralowym, pod Midway i w bitwach powietrzno-morskich wokół Gudalcanalu. W trzech wielkich bitwach 1942 roku zatopiły sześć japońskich lotniskowców, w tym cztery pod Midway. Po zakończeniu tej ostatniej bitwy w Dauntlessy wyposażono nie mniej niż 20 eskadr Marines. Samolot stanowił w tym czasie podstawowy bombowiec nurkujący amerykańskiej marynarki wojennej. Był używany nie tylko na pacyficznym teatrze wojennym – operujące z lotniskowca USS „Ranger” (CV-4) oraz lotniskowców eskortowych Dauntlessy wzięły udział w alianckim lądowaniu w Afryce północnej, bitwie o Atlantyk, ataku na francuski pancernik „Jean Bart” oraz alianckiej inwazji południowej Francji. Załogom latającym na Dauntlessach zaliczono zestrzelenie wielu samolotów myśliwskich oraz bombowców przeciwnika. Bombowiec ten sprawdził się także w roli samolotu zwalczania okrętów podwodnych, a pod koniec wojny także jako platforma przenoszenia niekierowanych pocisków rakietowych. W trakcie wojny był zastępowany stopniowo w eskadrach operujących z pokładów lotniskowców przez Curtiss SB2C Helldiver.
Dzięki wytrzymałej i niezawodnej konstrukcji, precyzji i stabilności nurkowania oraz łatwości pilotażu, Dauntlessy uznawane są za jedne z najlepszych samolotów II wojny światowej i najlepszy bombowiec nurkujący. Wytrzymała konstrukcja zapewniała mu wysoką zdolność znoszenia uszkodzeń bojowych, dzięki czemu miał najniższy stosunek wielkości strat do liczby lotów bojowych spośród wszystkich amerykańskich samolotów pokładowych. Wadą tego samolotu jako maszyny pokładowej był brak składanych skrzydeł, co doprowadziło do jej wycofania z pokładów amerykańskich lotniskowców uderzeniowych. Samolot wyprodukowano w sześciu podstawowych odmianach, z kilkoma dodatkowymi wariantami dla niektórych z nich. Całkowita produkcja tych samolotów sięgnęła łącznie 5936 maszyn wszystkich odmian.

## Geneza
Początki SBD Dauntless sięgają opracowanej przez Northrop Corporation konstrukcji lekkiego bombowca Northrop A-17 przeznaczonej do operowania z lądu. W opracowanej przez Eda Heinemanna na jej podstawie konstrukcji bombowca pokładowego Northrop BT-1 zastosowano ten sam silnik Pratt & Whitney R-1535, ale wprowadzono częściowo chowane podwozie. Standardowe dla maszyn tego czasu uzbrojenie nowego samolotu składało się ze strzelającego do przodu karabinu 12,7 mm z 230 pociskami oraz strzelającego do tyłu karabinu 7,62 mm na grzbiecie samolotu, obsługiwanego przez tylnego strzelca. Zgodne z przeznaczeniem samolotu uzbrojenie bombowe stanowiła jedna bomba o wagomiarze 1000 funtów (454 kg) pod kadłubem oraz 100-funtowa (45 kg) bomba pod każdym ze skrzydeł. Kompaktowa forma konstrukcji oraz rozpiętość skrzydeł wynosząca 12,65 metra dostosowana była do rozmiarów hangarów i wind amerykańskich lotniskowców. Skrzydła nie były składane, by nie osłabiało to konstrukcji przeznaczonej do lotów nurkowych.
Po rozstrzygnięciu konkursu ogłoszonego przez marynarkę, w listopadzie 1936 roku podpisany został kontrakt na produkcję i dostawę 54 maszyn typu BT-1. W kwietniu 1938 roku pierwsze maszyny nowego typu zaczęły być dostarczane do eskadr VB-5 lotniskowca USS „Yorktown” (CV-5) i VB-6 USS „Enterprise” (CV-6). Wprawdzie maszyna Northropa była konstrukcją innowacyjną jak na swoje czasy, służba w jednostkach operacyjnych uwidoczniła jednak braki konstrukcji, w tym niestabilność poprzeczną w locie z niewielką prędkością, co stwarzało duże niebezpieczeństwo podczas lądowań na pokładzie. Samolot miał przy niskiej prędkości skłonność do przeciągnięcia, co stało się bezpośrednią przyczyną serii wypadków w obu eskadrach 2. Dywizjonu Lotniskowców. Z ich powodu marynarka nie zdecydowała się na zamówienie kolejnych samolotów BT-1.
Słabości konstrukcji i wypadki spowodowały, że zespół konstrukcyjny Eda Heinemanna rozpoczął modyfikacje projektu. Silnik zmieniony został na jednostkę Wright XR-1820-32 Cyclone o mocy 825 koni mechanicznych i użyto trzypłatowego śmigła. W celu zapobiegania przeciągnięciom, kokpit samolotu został wyposażony w szereg instrumentów mających pomóc pilotowi w kontroli samolotu. Wprowadzono też system chowanych poprzecznie do wnętrza skrzydeł kół podwozia głównego, co pozwoliło na eliminację osłon aerodynamicznych. Przeprowadzone jednak w kwietniu 1938 roku testy nowego prototypu oznaczonego XBT-2 (zmodyfikowanego egzemplarza oznaczonego numerem BuNo 0627) nie wykazały znacznej poprawy właściwości samolotu.
W tym czasie Northrop Corporation znajdował się na granicy bankructwa, toteż w kwietniu 1937 roku został przejęty przez Douglas Aircraft, a nowy właściciel zażądał znacznej modyfikacji konstrukcji. XBT-2 został więc wysłany do Langley w Wirginii, gdzie w nowo zbudowanym tunelu aerodynamicznym National Advisory Committee for Aeronautics (NACA), BuNo 0627 został poddany licznym testom ujawniającym szereg wad powierzchni sterujących samolotu. Sporządzony przez NACA raport z testów wskazywał na potrzebę wprowadzenia tak dużej liczby zmian, że oznaczały one konieczność praktycznie całkowitego przekonstruowania części ogonowej samolotu. NACA zarekomendowała zwiększenie powierzchni ogonowych płaszczyzn kontrolnych i zaopatrzenie skrzydeł w stałe sloty, co miało by skutkować znaczną poprawą sprawności lotek. Konieczne było także zmodyfikowanie co najmniej 21 profili tych elementów. Korzystając z prowadzonych prac, zespoły konstrukcyjne Northropa i Douglasa dokonały także zmian kształtu i obramowania kokpitu, czyniąc go – zwłaszcza w tylnej części – bardziej opływowym i nadając mu kształt stanowiący jedną z charakterystycznych cech wyglądu nowego samolotu. Szczególny nacisk położono na łatwość pilotażu, tak aby nie wymagał on szczególnych umiejętności. Z tego względu, celem zwiększenia stabilności wzdłużnej, silnik samolotu przesunięto o 5 cali (12,7 cm) do przodu. Zabieg ten umożliwił także zwiększanie masy zabieranego paliwa i uzbrojenia w kolejnych wersjach samolotu bez konieczności wprowadzania większych zmian konstrukcyjnych.
Po trwających półtora roku pracach, nowy prototyp gotowy był do pierwszego lotu, zaś oznaczenie samolotu XBT-2 zostało zmienione na XSBD-1, gdzie litera „B” (bomber) została zmieniona na „SB” (scout bomber), „X” oznaczała prototyp, zaś litera „D” – markę Douglasa, tworząc w ten sposób nazwę eXperimental Scout Bomber, Douglas. Zgodnie z przyjętym u Douglasa korporacyjnym zwyczajem nadawania samolotom nazw zaczynających się na literę „D”, w październiku 1941 roku SBD ochrzczono „Dauntless” (nieustraszony).
Zamówienia produkcyjne na 57 (Bureau Numbers [BuNos] 1596-1631) SBD-1 z silnikiem Wright R-1820-32 oraz 87 SBD-2, zostały złożone w kwietniu 1939 roku, zaś produkcja rozpoczęła się w czerwcu 1940 roku w El Segundo w Kalifornii. Dwie pierwsze maszyny w lipcu 1939 roku rozpoczęły testy operacji pokładowych. Badania te przeprowadzono jednak na lądowym stanowisku wyposażonym w katapultę oraz liny hamujące. Wkrótce jednak jeden z dwóch prototypów uległ awarii w locie, gdy automatycznie napełniły się w locie pływaki, których zadaniem było utrzymywanie samolotu na powierzchni w razie przymusowego wodowania. W rezultacie samolot wpadł w duże drgania, wkrótce zaś potem awarii uległ silnik, co zmusiło pilota do przymusowego lądowania. Gdy samolot ten wrócił do Douglasa celem napraw, drugi z egzemplarzy przedprodukcyjnych rozpoczął testy nurkowania i zrzutu bomb, po czym prowadził dalsze testy lądowania przy użyciu pokładowego systemu hamującego, które ukończył w połowie sierpnia. Po będących ich efektem niewielkich zmianach, nowy samolot mógł wejść do produkcji, jako znacząco zmodyfikowana wersja produkcyjna BT-1.
SBD-1 został dostarczony bombowym i rozpoznawczym eskadrom United States Marine Corps, SBD-2 trafił zaś do analogicznych eskadr United States Navy. Zanim jednak samoloty zostały faktycznie dostarczone, złożone zostało kolejne zamówienie na 174 samoloty w odmianie SBD-3, która zaczęła być dostarczana siłom zbrojnym w marcu 1941 roku. Do czasu japońskiego ataku na Pearl Harbor w grudniu tego roku, dostarczonych zostało już 584 maszyn tej odmiany. W 1942 roku w El Segundo wyprodukowano także około 780 samolotów w odmianie SDB-4 – maszyn o zmodyfikowanym, 24-woltowym systemie elektrycznym. W latach 1941–1942 produkowano także warianty rozpoznawcze tych odmian, oznaczone jako SBD-1P, SBD-2P oraz SBD-3P.
W nowym zakładzie produkcyjnym Douglasa w Tulsie w stanie Oklahoma wyprodukowano 2409 samolotów w odmianie SBD-5 z silnikiem R-1820-60 o mocy 894,8 kW (1200 KM), którego następcą była maszyna z silnikiem R-1820-66.
Oprócz US Navy i USMC SBD Dauntless został także zamówiony przez lotnictwo wojsk lądowych USA (USAAF), które otrzymało 168 maszyn w wariancie SBD-3A, 170 SBD-4A oraz 615 SBD-5A, pod oznaczeniami odpowiednio A-24, A-24A oraz A-24B. Ogółem, Douglas dostarczył 5936 SBD.

## Konstrukcja

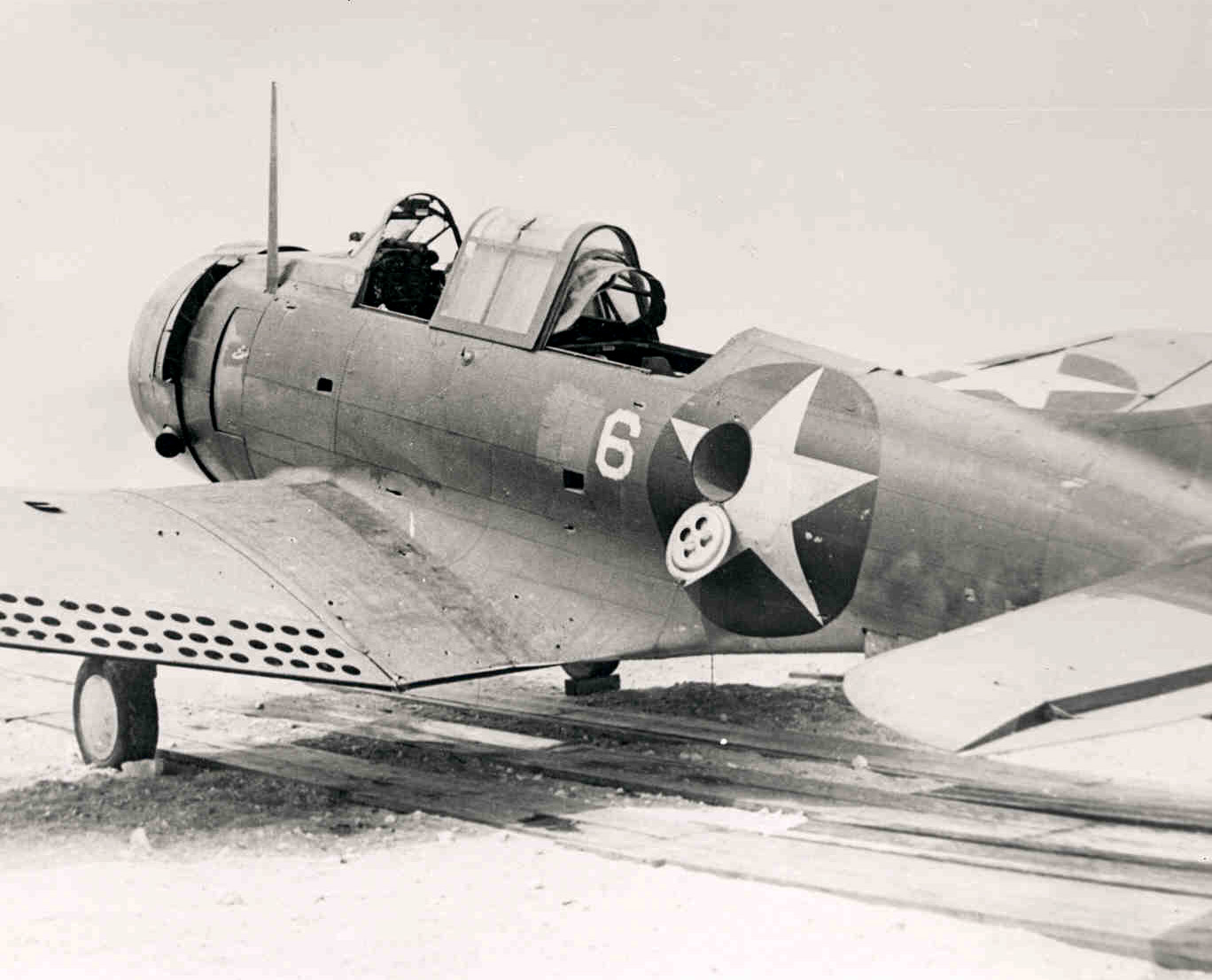
SBD-2 (BuNo 2106) z VMSB-241 Korpusu Piechoty Morskiej w dniu bitwy pod Midway. Mimo otrzymania 219 trafień, jeden z jedynie ośmiu samolotów VMSB-241 które zdołały powrócić z nieudanego ataku na japoński lotniskowiec „Hiryū”. Widoczna otwarta komora mieszcząca tratwę ratunkową.
Na zdjęciu po lewej stronie silnika widoczne są także trzy otwarte klapy regulujące chłodzenie, otwierające dodatkowe ujęcia powietrza podczas pracy silnika z dużą mocą przy niewielkiej prędkości powietrza wokół samolotu, na przykład podczas startu, celem regulacji temperatury cylindrów.

Douglas SBD Dauntless był dobrze zaprojektowanym podstawowym samolotem frontowym marynarki w siedmiu odmianach: SBD-1, SBD-2, SBD-3 SBD-4, SBD-5, Army Dauntless oraz SBD-6, dwumiejscowym dolnopłatem o bardzo mocnej i wytrzymałej konstrukcji metalowej typu półskorupowego. Przeznaczony był do operowania z pokładów lotniskowców celem prowadzenia zwiadu – zwłaszcza morskiego – oraz do prowadzenia bombardowań w locie nurkowym celów w ruchu i stałych. SBD był całkowicie metalową konstrukcją o długości 9,8 metra i rozpiętości skrzydeł 12,6 metra, których łączna powierzchnia wynosiła 30,19 metra kwadratowego.
Samolot wyposażony został w oparty na żyroskopie autopilot, celem zapewnienia możliwości automatyzacji lotu na wprost z utrzymaniem zadanej wysokości.

### Kadłub i skrzydła
Kadłub maszyny składał się z jednej sekcji szczytowej i trzech sekcji dolnych, z których przednie połączone były z centropłatem. Tylna sekcja mieściła wodoszczelną komorę, której zadaniem było zapewnienie samolotowi utrzymania się na powierzchni wody w razie konieczności wodowania. Temu samemu celowi w wersjach SBD-1 i SBD-2 służyć też miały nadmuchiwane pontony, jednak z powodu ich niskiej efektywności zrezygnowano z nich w konstrukcji następnych modeli. W otwieranej cylindrycznej komorze po lewej stronie kadłuba między kokpitem a statecznikiem pionowym umieszczona też została nadmuchiwana tratwa ratunkowa, wyposażona w zapas słodkiej wody i racje żywności. Po prawej zaś stronie kadłuba umieszczony został, zabezpieczony kodem, niewielki magazynek. Stery ogonowe pokryte były tkaniną, której połacie zakończone były metalowymi listwami wykończeniowymi.

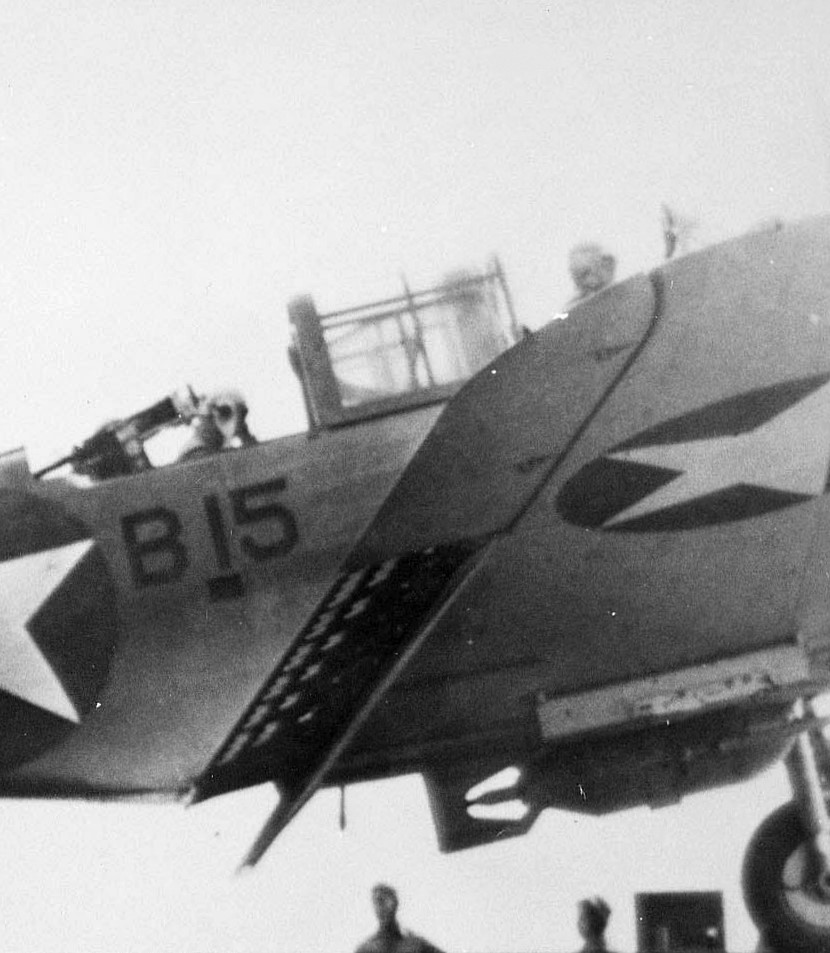
SBD-3 BuNo 4542. Widoczny obniżony hamulec aerodynamiczny w dolnej części skrzydła tuż po wylądowaniu na USS „Enterprise” (CV-6). Powyżej jednak diving flap w pozycji neutralnej. O ile hamulce aerodynamiczne stosowane były zarówno podczas lądowania na pokładzie jak i podczas nurkowania samolotu, o tyle diving flaps (klapy nurkowe) wyłącznie podczas lotu nurkowego.

W dolnej ogonowej części kadłuba umieszczony został wysuwany hak wraz z odpowiednim mechanizmem, służący do zaczepiania lin hamujących na pokładzie okrętu. Stałe kółko ogonowe miało jednolitą, pełną oponę bez powietrza, która od przodu osłonięta była aerodynamicznie ukształtowaną osłoną, chroniącą ją przed uderzeniami lin hamujących. Także w tylnej części ogona umieszczony został hak holowniczy służący holowaniu samolotu na pokładzie okrętu. Szklana osłona kabiny miała opływowy kształt, z częścią pilota otwieraną przez odsunięcie do tyłu, część zaś radiooperatora otwierana była przez przesuniecie do przodu.

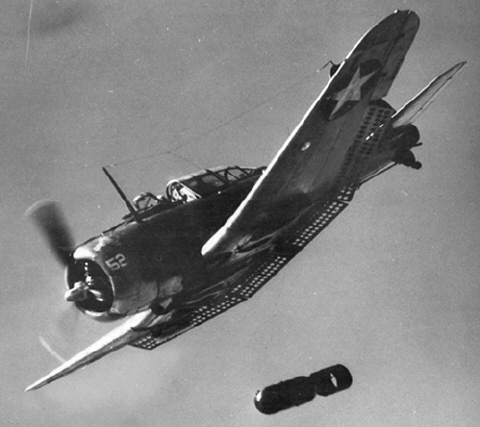
SBD podczas ataku w locie nurkowym. Wyraźnie widoczne rozłożone perforowane hamulce aerodynamiczne na krawędzi spływu.

Charakterystycznym wizualnie elementem SDB był duży opływowy i przeszklony kokpit oraz zaokrąglone końcówki skrzydeł. Skrzydła samolotu mieściły wiele komór, wzmocnionych od wewnątrz elementami dźwigarami oraz ożebrowaniem, służącym także jako podstawa powłoki skrzydeł. Niemal prostokątny centropłat mieścił chowane w kierunku kadłuba podwozie główne z kołami bez osłon, a także główny i dwa mniejsze uzupełniające zbiorniki paliwa. Dalsze części skrzydeł zwężały się wraz ze wzrostem odległości od kadłuba, z zaokrąglonymi końcówkami skrzydeł. Skrzydła samolotu były stałe – nie było możliwości ich składania na czas hangarowania. Przed lotkami umieszczono trzy stałe sloty na każdym skrzydle. Metalowe ramy lotek były pokryte tkaniną.
Prawdopodobnie najbardziej rozpoznawalnym elementem tego samolotu były perforowane hamulce aerodynamiczne (ang. split flaps lub diving flaps – klapy nurkowe). Podczas ostrego nurkowania klapy te rozkładały się w górę i w dół od krawędzi spływu skrzydeł, celem utrzymania stałej prędkości 250 węzłów podczas nurkowania. Klapy te, zwane kolokwialnie „Swiss cheese” – serem szwajcarskim – miały umożliwić maszynie gwałtowne i strome nurkowanie, zapobiegając jednocześnie opadaniu ze zbyt dużą prędkością. 3-calowe (7,6 cm) perforacje w klapach umożliwiały przepływ powietrza celem stabilizacji samolotu, dzięki czemu Dauntless był łatwy w celowaniu i utrzymaniu go na celu. Każdy samolot wyposażony był w trzy hamulce aerodynamiczne – po jednym umieszczonym w dolnej części każdego ze skrzydeł, środkowy zaś umieszczony był w poprzek kadłuba pod centropłatem. Na krawędzi spływu górnej powierzchni skrzydeł umieszczone były kolejne dwie klapy, które używane były wyłącznie w trakcie lotu nurkowego. Układ sterowania diving flaps był bardzo precyzyjny, umożliwiał pilotowi płynną regulację zamierzonego kąta rozwarcia klap i utrzymanie ustawionego stopnia rozwarcia niezależnie od prędkości opadania samolotu oraz aktualnego przeciążenia. Otwarcie klap możliwe było przy dowolnej prędkości nie przekraczającej prędkości maksymalnej samolotu.
Tuż za tylną krawędzią centropłatu umieszczony był hak służący katapultowaniu samolotu, zaś pod lewym skrzydłem znajdował się wysuwany reflektor służący do ułatwienia lądowania na pokładzie.

### Układ napędowy
W swojej pierwotnej wersji SBD wyposażony był w pojedynczy dziewięciocylindrowy silnik gwiazdowy Wright XR-1820-32, o mocy wyjściowej 825 koni mechanicznych (600 kW) z trzypłatowym śmigłem Hamilton Standard o zmiennym skoku o średnicy 327,66 cm. Silnik doładowywany był dwustopniową sprężarką. Wraz z układem aerodynamicznym samolotu, silnik ten zapewniał maszynie możliwość rozwinięcia prędkości 410 km/h w locie poziomym oraz ekonomiczną prędkość przelotową 228 km/h. Pułap maksymalny pierwszej wersji samolotu wynosił 9020 m.
|                             | SBD-1          | SBD-2          | SBD-3          | SBD-4          | SBD-5               | SBD-6               | A-24B               |
| --------------------------- | -------------- | -------------- | -------------- | -------------- | ------------------- | ------------------- | ------------------- |
| Rozpiętość skrzydeł [m]     | 12,6           | 12,6           | 12,6           | 12,6           | 12,6                | 12,6                | 12,6                |
| Długość [m]                 | 9,80           | 9,80           | 9,96           | 9,96           | 10,06               | 10,06               | 10,06               |
| Wysokość [m]                | 4,14           | 4,14           | 4,14           | 4,14           | 4,14                | 4,14                | 4,14                |
| Powierzchnia skrzydeł [m²]  | 30,19          | 30,19          | 30,19          | 30,19          | 30,19               | 30,19               | 30,19               |
| Silnik Wright               | XR-1820-32     | XR-1820-32     | R-1820-52      | R-1820-52      | R-1820-60           | R-1820-66           | R-1820-60           |
| Moc wyjściowa [KM]          | 825            | 825            | 1000           | 1000           | 1200                | 1350                | 1200                |
| Masa startowa [kg]          | 4445           | 4699           | 4717           | 4717           | 4854                | 4937                | 4850                |
| Prędkość maksymalna [km/h]  | 410            | 412            | 402            | 402            | 406                 | 410                 | 410                 |
| Prędkość przelotowa [km/h]  | 228            | 238            | 245            | 245            | 298                 | 298                 | 298                 |
| Prędkość wznoszenia [m/min] | 527            | 329            | 363            | 363            | 518                 | 518                 | 518                 |
| Pułap maksymalny [m]        | 9020           | 8310           | 8260           | 8260           | 7780                | 7780                | 7780                |
| Zasięg maksymalny [km]      | 1875           | 2220           | 2165           | 2165           | 2520                | 2520                | 2520                |
| Uzbrojenie (mm)             | 2x12,7; 1x7,62 | 2x12,7; 1x7,62 | 2x12,7; 2x7,62 | 2x12,7; 2x7,62 | 2x12,7; 2x7,62      | 2x12,7; 2x7,62      | 2x12,7; 2x7,62      |
| Bomby (kg)                  | 1x227/454 2x45 | 1x227/454 2x45 | 1x227/454 2x45 | 1x227/454 2x45 | 1x227/454/716 2x147 | 1x227/454/716 2x147 | 1x227/454/716 2x147 |
| Wyprodukowane maszyny       | 57             | 87             | 753            | 950            | 3025                | 615                 | 450                 |

1. ↑  Na poziomie morza bez obciążenia bombami, w lotach rozpoznawczych
2. ↑  Obejmuje 585 SBD-3 i 168 wyprodukowanych maszyn SBD-3A (A-24-DE)
3. ↑  Obejmuje 780 SBD-4 i 170 wyprodukowanych maszyn SBD-4A (A-24A)
4. ↑  Obejmuje 2965 SBD-5 i 60 wyprodukowanych maszyn SBD-5A

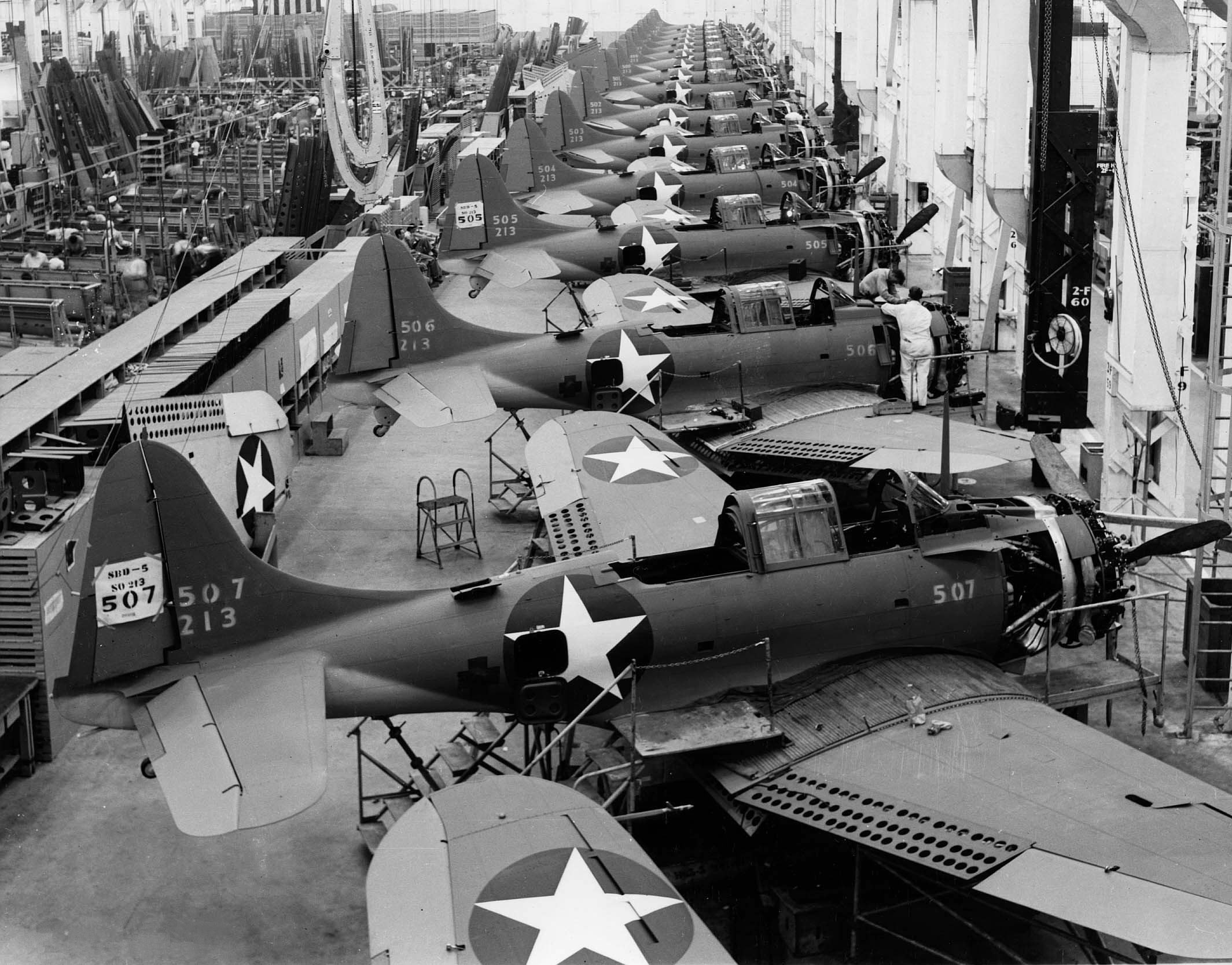
Produkcja SBD w zakładzie Douglasa w El Segundo w Kalifornii

Głównym użytkownikiem SBD-1 był Korpus Marines – z uwagi na fakt że United States Navy nie uznawała jeszcze SBD-1 za gotowy do operacji bojowych (combat ready). Wśród przyczyn znajdował się brak opancerzenia zbiorników paliwa oraz ich brak samouszczelniania. Zbiorniki tego samolotu mogły pomieścić jedynie 210 galonów benzyny lotniczej, co ograniczało maksymalny zasięg samolotu w misjach zwiadu (scouting) do nieco poniżej 900 mil (1440 km). Obciążenie 1200-funtami (543 kg) bomb skutkowało zmniejszeniem promienia działania do jedynie 200 mil morskich (370 km).

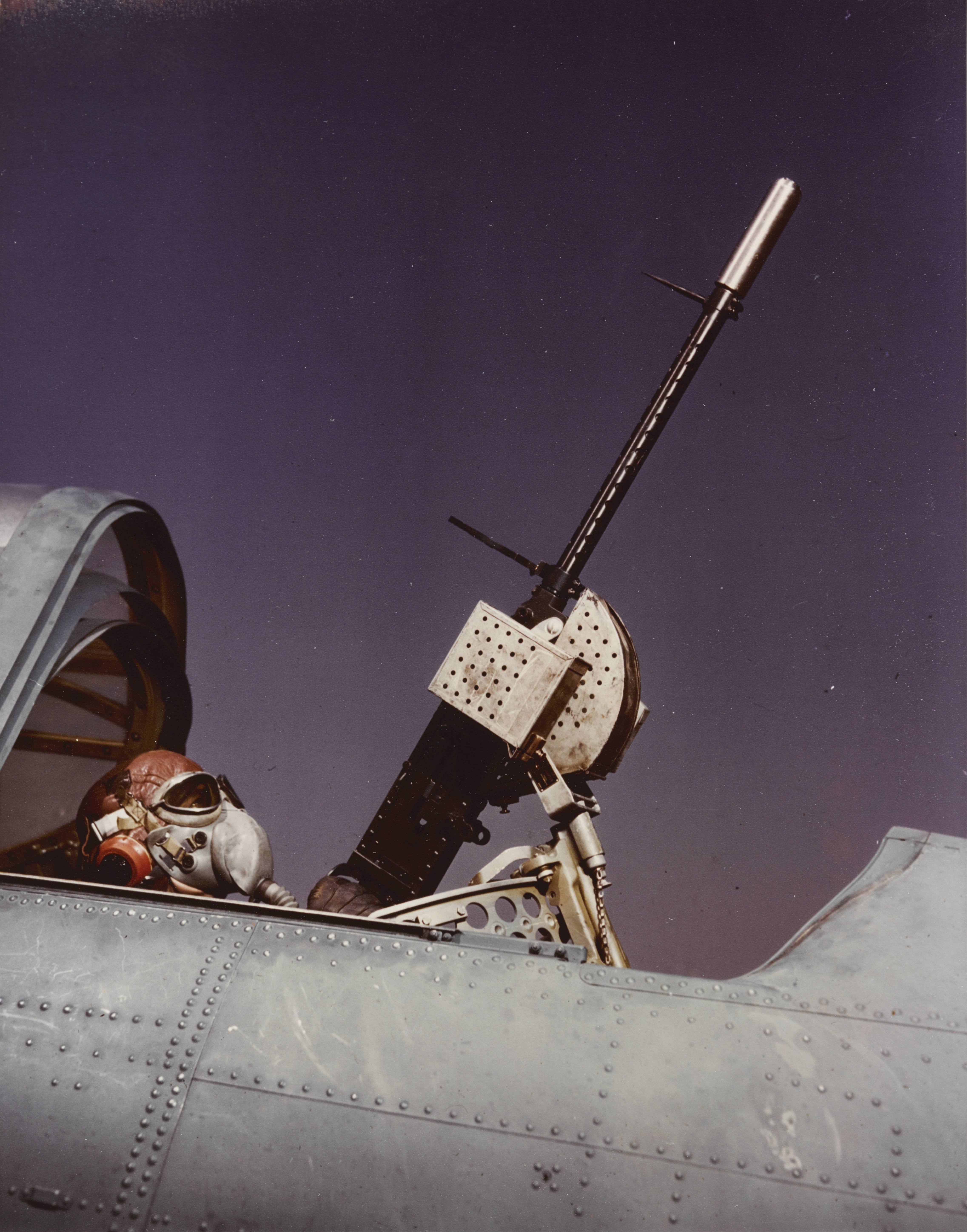
Pojedynczy karabin maszynowy ANM2 w tylnej części kokpitu, w który wyposażone były modele SBD-1 i SBD-2. Karabin miał duże pole ostrzału, dzięki możliwości przesuwania go z jednej strony samolotu na drugą na uchwycie pierścieniowym.

|                   | Obciążenie w operacjach bombardowania | Obciążenie w operacjach bombardowania | Obciążenie w operacjach bombardowania | Loty rozpoznawcze | Loty bez obciążenia |
|                   | 1 x 500 funtów (227 kg)               | 1 x 1000 funtów (453 kg)              | 1 x 1600 funtów (725 kg)              | Loty rozpoznawcze | Loty bez obciążenia |
| ----------------- | ------------------------------------- | ------------------------------------- | ------------------------------------- | ----------------- | ------------------- |
| Na poziomie morza | 6,50 m/s                              | 5,78 m/s                              | 4,81 m/s                              | 8,78 m/s          | 9,03 m/s            |
| 4876 metrów       | 4,56 m/s                              | 3,90 m/s                              | 3,05 m/s                              | 5,78 m/s          | 6,05 m/s            |
| Pułap operacyjny  | 8351 m                                | 8016 m                                | 7620 m                                | 9022 m            | 9113 m              |
| Czas wznoszenia   |                                       |                                       |                                       |                   |                     |
| 3000 metrów       | 8,4 min                               | 9,6 min                               | 11,4 min                              | 6,6 min           | 6,3 min             |
| 6000 metrów       | 20,2 min                              | 23,2 min                              | 29,1 min                              | 15,8 min          | 15,1 min            |

### Uzbrojenie
Samoloty każdej z wersji używały uzbrojenia bombowego, w standardowej konfiguracji z jedną 500 funtową (227 kg) bombą ogólnego przeznaczenia pod kadłubem oraz jedną bombą zapalającą o masie 100 funtów (45 kg) pod każdym ze skrzydeł. W zależności od potrzeb aktualnej operacji, bomba 500 funtowa mogła być zastąpiona cięższą bombą o masie 1000 funtów (454 kg).
Wśród bomb pod kadłubowych stosowano bomby ogólnego przeznaczenia AN-M64 o masie 500 funtów (227 kg) i ładunku wybuchowym 262 funtów (119 kg), bomby przeciwpancerne AN-M58A1 o masie 500 funtów (227 kg) z 66-kilogramowym ładunkiem wybuchowym przeznaczone do niszczenia celów lekko opancerzonych i uzbrojonego betonu. W czasie bitwy pod Midway stosowano jeszcze bombę przeciwpancerną M52 o masie 1000 funtów (454 kg) z 50 funtami (23 kg) pikrynianu amonu jako jej ładunkiem wybuchowym, jednak bomba ta już w 1943 roku uznawana była za przestarzałą. Została wówczas zastąpiona przez AN-Mk 33 o takim samym wagomiarze.

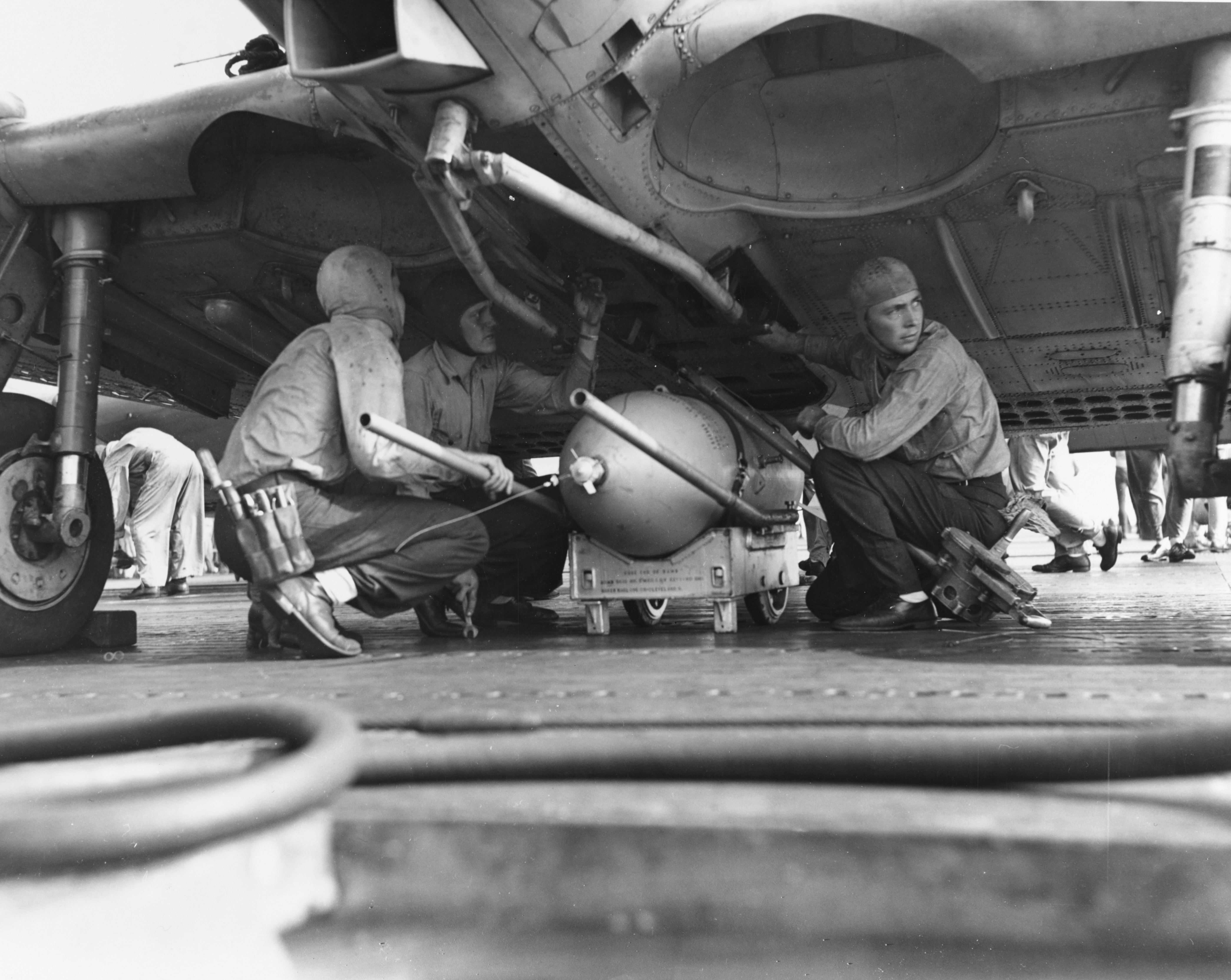
SBD-3 Dauntless eskadry VS-6 na USS Enterprise (CV-6). Podwieszanie 500-funtowej bomby pod kadłubem. Widoczne widlaste ruchome jarzmo bomby, które odchylając się grawitacyjnie do przodu podczas lotu nurkowego, wyprowadzało przy zrzucie bombę poza promień obrotu trzech łopat śmigła samolotu.

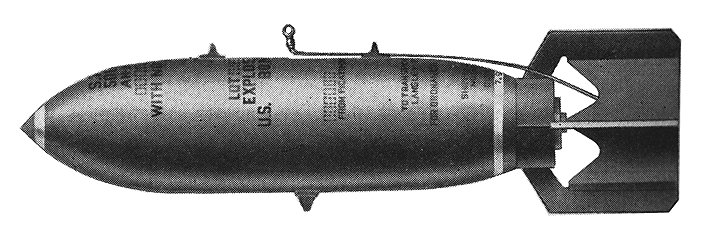
Bomba przeciwpancerna AN-M58A1 o masie 500 funtów (227 kg)

Zamiast bomb ogólnego przeznaczenia bądź bomb przeciwpancernych samolot mógł zabrać pojedynczą bombę głębinową o wadze 325 bądź 650 funtów (odpowiednio 147 bądź 295 kilogramów) pod kadłubem, a także 2 bomby głębinowe 325 funtów (147 kg) – zamiast bomb zapalających – pod skrzydłami.
Poniżej kokpitu znajdowało się widlaste jarzmo spustowe bomby o dopuszczalnej masie do 1600 funtów (725 kg), którego zadaniem było wyprowadzenie przy zrzucie bomby poza promień obrotu śmigła samolotu. Po zwolnieniu bomby przez pilota w końcowej fazie lotu nurkowego, pod wpływem jej ciężaru jarzmo grawitacyjnie wychylało się w dół i do przodu, wynosząc bombę poza obrys śmigła. Prowadząc bombardowanie w locie nurkowym, pilot samolotu celował w obrany punkt zrzutu za pomocą przechodzącego przez szklaną owiewkę kabiny celownika teleskopowego, zamontowanego nad instrumentami kontroli lotu, nasłuchując jednocześnie, podawanych przez obserwatora z tylnego siedzenia, cyklicznych wskazań o aktualnej wysokości lotu.
Obronie tylnej półsfery służył pojedynczy karabin maszynowy ANM2 kalibru 7,62 mm (0,3 cala) z 600 nabojami na taśmie parcianej, znany oficjalnie pod nazwą „Browning Machine Gun, Cal.30, M2”. ANM2 stanowił znacznie zmodyfikowaną lotniczą odmianę karabinu Browning M1919, z cieńszą lufą i bardziej precyzyjnie obrobionymi częściami. Masa ANM2 wynosiła 9,75 kg (był on o 1/3 lżejszy od M1919), a jego szybkostrzelność 1350 pocisków na minutę. Uzbrojenie strzeleckie samolotu uzupełniały dwa zsynchronizowane karabiny maszynowe Browning M2 kalibru 12,7 mm (0,5 cala), strzelające do przodu. Tylna część tych karabinów znajdowała się w kokpicie, w celu umożliwienia pilotowi przeładowania broni oraz usunięcia ewentualnych zacięć. Każdy z karabinów pilota dysponował 360 sztukami amunicji. Znajdujący się w prototypie samolotu tuż za silnikiem pionowy maszt anteny radiowej, został przesunięty do tyłu w kierunku kokpitu, tuż przed płytą ochronną, za którą znajdował się kontener z amunicją dla karabinów Browning M2.
Wprawdzie zamówiono 144 samoloty SBD-1, wyprodukowano jedynie 57 sztuk tych maszyn, ponieważ marynarka nie była nimi usatysfakcjonowana.

### Modyfikacje

#### SBD-2
SBD-1 miał silnik XR-1820-32 o mocy 825 KM, jego całkowity zasięg uważany był jednak za niewystarczający dla przeprowadzania operacji powietrznych z pokładów okrętów. SBD-2 był oczywistym następcą SBD-1. Podczas gdy samolot wciąż nie miał opancerzenia, pojemność jego zbiorników paliwa zwiększono do 310 galonów (1173 litrów) zwiększając dzięki temu jego zasięg do 1200 mil. Osiągnięto to dzięki eliminacji dwóch piętnastogalonowych zbiorników w centralnej części skrzydeł i zastąpieniu ich przez 65-galonowe zbiorniki w zewnętrznych panelach skrzydeł. Uzbrojenie samolotu pozostało niezmienione – jeden karabin 7,62 mm tylnego strzelca/radiooperatora oraz dwa strzelające przez śmigło karabiny 12,7 mm pilota. Operator radia na tylnym siedzeniu, dysponował także prostymi urządzeniami kontroli lotu, w celu umożliwienia mu przejęcia kontroli nad samolotem i doprowadzenia maszyny na pokład, w razie śmierci pilota.
Podobnie do pierwszej wersji samolotu, SBD-2 napędzany był ciągiem z samoprzestawialnego śmigła Hamilton Standard, które pozostało niezmienione aż do czasu wprowadzenia śmigła Hamilton Standard Hydromatic w modelu SBD-4. Jakkolwiek SBD-2 był bardzo podobny konstrukcyjnie do swojego poprzednika, widoczną na pierwszy rzut oka zamianą był znacznie niższy profil wlotu powietrza do gaźnika na szczycie obudowy silnika. Powierzchnia skrzydeł wynosiła 320 stóp kwadratowych (30,19 m²) i była stała we wszystkich następnych modelach samolotu.
Według pilotującego Dauntlessy w bitwie pod Midway Normana Kleissa, z eskadry VS-6 lotniskowca USS „Enterprise” (CV-6), SBD-2 mógł przenosić jeden z dwóch ładunków – składający się z pojedynczej bomby ogólnego przeznaczenia o wadze 500 funtów (227 kg) pod kadłubem oraz dwóch bomb o wadze 100 funtów (45 kg) każda pod skrzydłami, albo też ładunek w postaci pojedynczej bomby o wadze 1000 funtów. Wiele źródeł podaje jednak, że SBD-2 mógł zabrać bomby o łącznej masie 1200 funtów, a wiec także dwie bomby zapalające pod skrzydłami, razem z bombą 1000-funtową (454 kg) pod kadłubem.
Samolot wyposażony był w kokpit ze skomplikowaną aranżacją 70 urządzeń kontrolnych, a także systemów hydraulicznych maszyny, wymagającą intensywnego treningu załóg. SBD-2 miał opinię maszyny przewiewnej i głośnej, jednak o miłym dla ucha dźwięku. Był też bardzo stabilny, a przez to łatwy w pilotażu, stąd był bardzo lubiany przez pilotów. SBD-2 Dauntless prowadziły operacje bojowe w marynarce i piechocie morskiej aż do zakończenia bitwy pod Midway, były jednak stopniowo zastępowane przez SBD-3 już praktycznie od momentu wejścia do służby.

#### SBD-3
Uwzględniając doświadczenia z toczącej się wojny w Europie, samolot w odmianie SBD-3 otrzymał dodatkowy karabin maszynowy 7,62 mm, samouszczelniające się zbiorniki paliwa, opancerzenie oraz silnik R-1820-52 o mocy 1000 KM przy 2350 RPM, a także radiowy system wskazywania pozycji własnego lotniskowca YE-ZB. Prędkość wznoszenia samolotu z nowym silnikiem wynosiła 5,5 metra na sekundę.

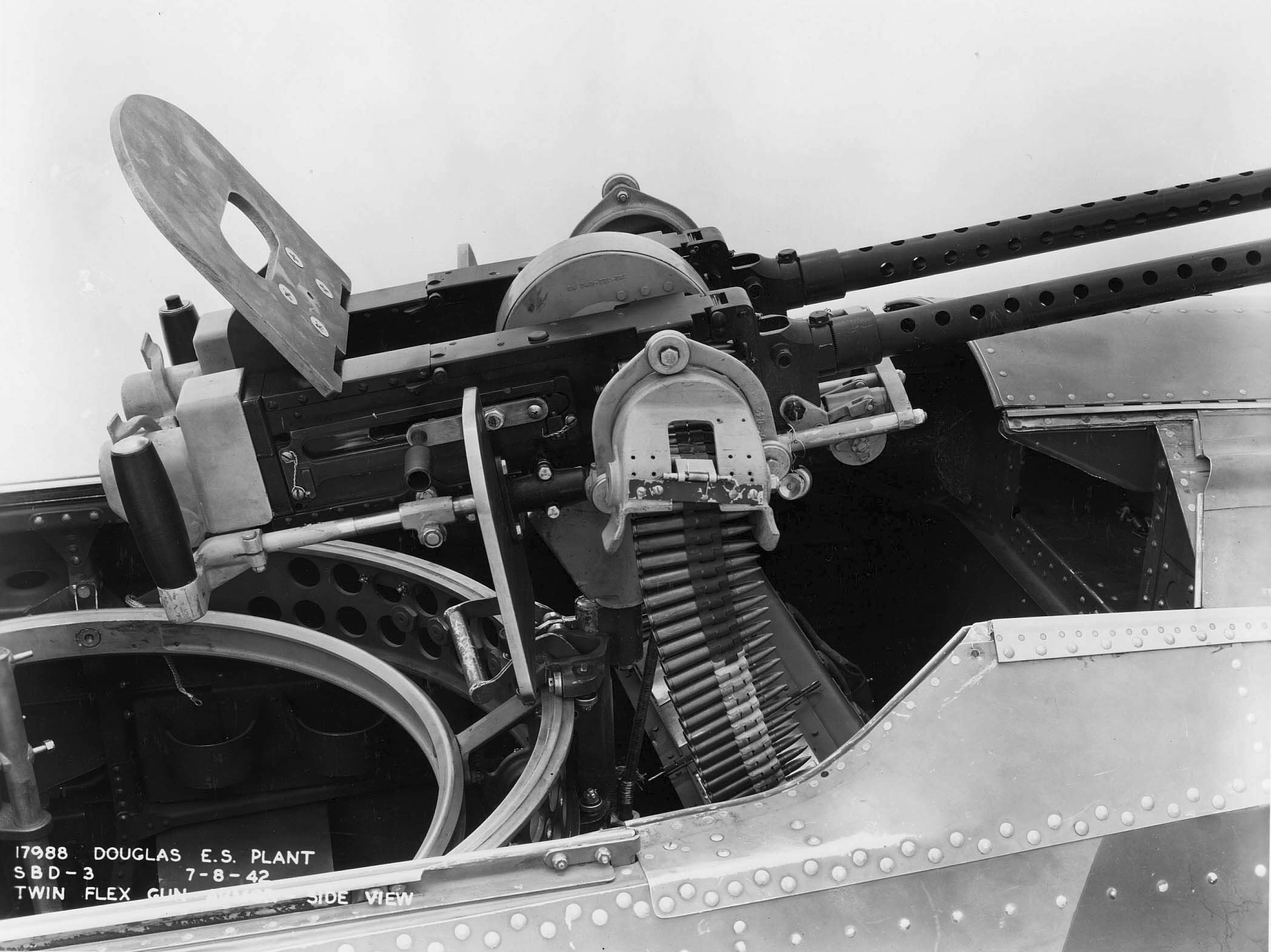
Podwójny karabin maszynowy 7,62 mm Browning M1919, pojawił się po raz pierwszy w kokpicie obserwatora SBD-3.

SBD-3 był pierwszym technicznie uznanym za rzeczywiście combat-ready modelem Dauntlessa, który został ostatecznie wyposażony w opancerzenie kabiny, kuloodporny laminowany szklany panel za owiewką kabiny i samo-uszczelniające się zbiorniki paliwa. Skutkiem doświadczeń wojennych, pojedynczy 0,30-calowy karabin strzelca zastąpiony został dwoma karabinami tego samego kalibru, na obrotowej podstawie. Wraz ze wzrostem zapotrzebowania wojennego, tempo produkcji Dauntlessów zostało zwiększone, osiągając ostatecznie liczbę 584 zbudowanych maszyn tego wariantu. Maszynom SBD-3 przydzielone zostały numery BuNo (Bureau Numbers – numery seryjne) od 4518 do 4691, 03185 do 03384 oraz 06492 do 06701 razem z egzemplarzem 2109, któremu przyznano ten sam numer, jaki miał jeden ze zniszczonych egzemplarzy SBD-2.
W początkowym okresie wojny, w którym połowę pokładowych maszyn bojowych US Navy stanowiły Dauntlessy, SBD-3 dźwigały większość ciężaru operacji bojowych. SBD-3 były trzonem amerykańskich operacji na Morzu Koralowym, pod Midway i na wschodnich Wyspach Salomona. Na atlantyckim teatrze wojennym natomiast SBD-3 wzięły udział w operacji Torch. Wprawdzie podczas tej ostatniej operacji niektóre z samolotów SBD operujących z lotniskowca USS „Ranger” (CV-4) napędzane były czterołopatowym śmigłem zamiast trójłopatowego, jednak rejestr pokładowy tego okrętu nie pozostawia wątpliwości, że wszystkie Dauntlessy podczas tej operacji były maszynami w wersji SBD-3, co potwierdzają ich numery BuNo.

#### SBD-4

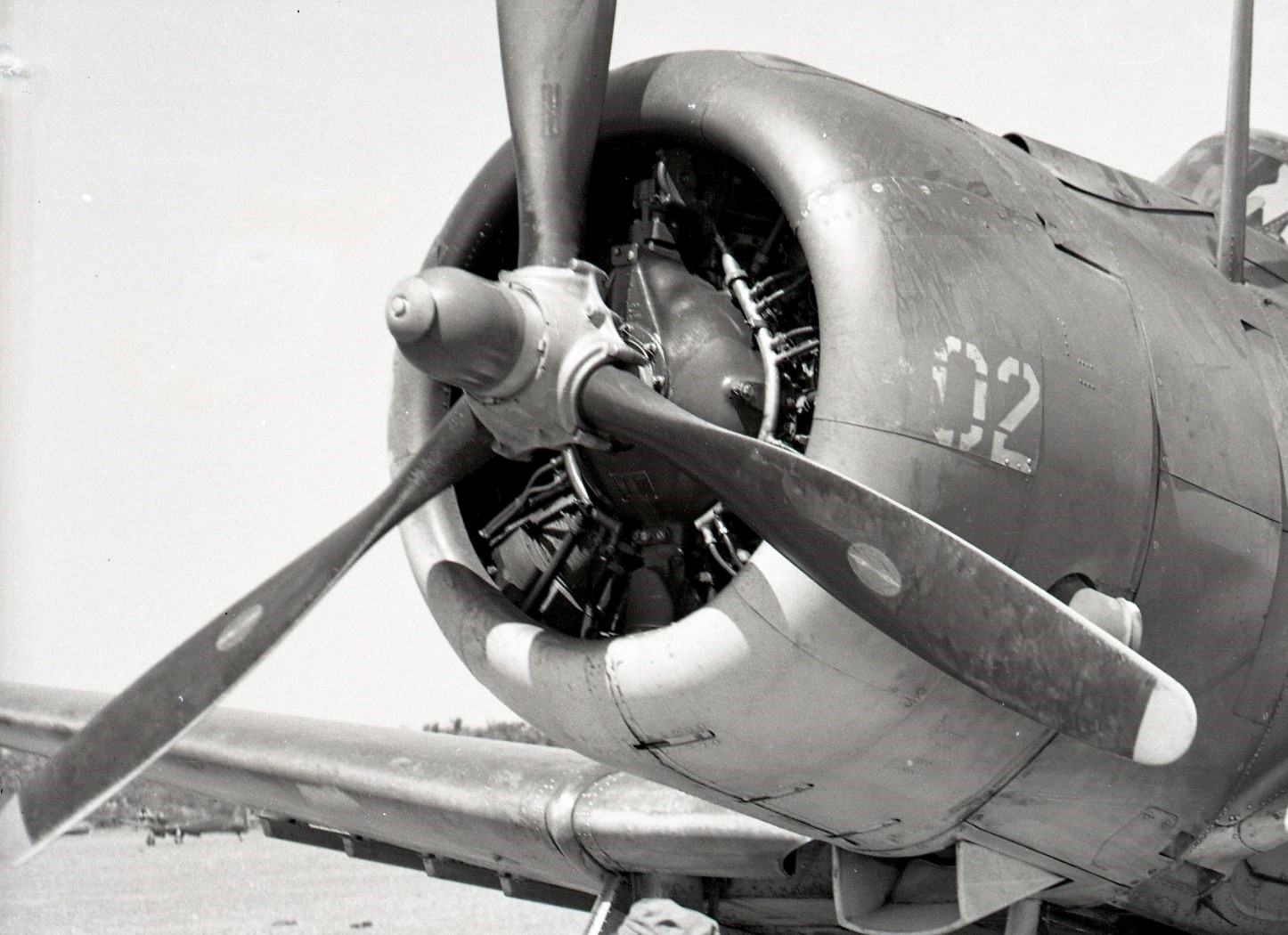
Śmigło Hamilton Standard Hydromatic stosowane od modelu SBD-4, widoczne na jednym z SBD piechoty morskiej.

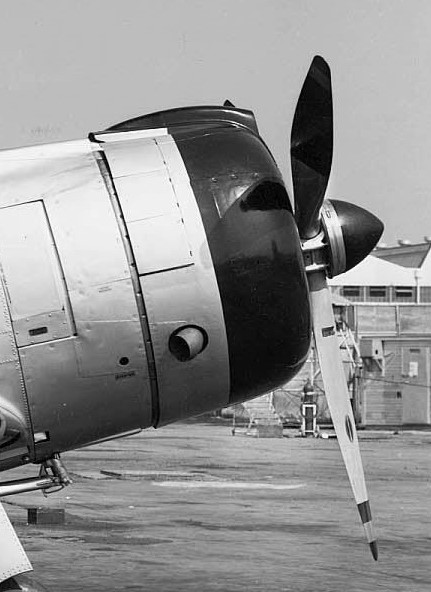
Celem porównania, SBD-1 (BuNo 1603) ze śmigłem samoprzestawialnym Hamilton Standard. Na maszynie SBD-1 uwagę zwraca również charakterystyczne duże ujęcie powietrza dla gaźnika na szczycie obudowy silnika.
Ponad ujściem spalin, widoczne trzy zamknięte w tym przypadku klapy regulujące chłodzenie. SBD wszystkich wersji aż do SBD-4 miały trzy ujęcia powietrza niskich prędkości i wysokich mocy po obu stronach silnika. W SBD-5 po raz pierwszy zastosowano pojedynczą klapę po każdej stronie.

Model SBD-4 który wszedł do służby operacyjnej w drugiej połowie 1942 roku, był zewnętrznie podobny do SBD-3. Widoczną zmianą wprowadzoną przez SBD-4 była zamiana śmigła samolotu z samoprzestawialnego Hamilton Standard na Hamilton Standard Hydromatic. Wśród zmian wewnętrznych wspomnieć należy o wprowadzeniu podstawowych i awaryjnych elektrycznych pomp paliwa oraz o zmianie instalacji elektrycznej z 12 na 24 woltową. Wspomniana modernizacja umożliwiła instalację nowego wyposażenia elektronicznego, w tym wspomagania kierunkowego oraz pracującego na falach o długości 9,8 cm (popularnie zwanych decymetrowymi) radaru przeszukiwania powierzchni z anteną typu Yagi zainstalowaną poniżej skrzydeł.
Samolotom SBD-4 przyznano Bureau Numbers (numery seryjne) w dwóch blokach – 06702 do 06991 oraz od 1371 do 10806. Maszyny te odegrały szczególną rolę operując z pokładu lotniskowca USS „Independence” (CVL-22) pod koniec roku 1943 podczas rajdów na Marcus, Wake i Tarawa.

#### SBD-5
SBD-5 był najliczniej dotąd wyprodukowaną odmianą samolotu, który wykonano w liczbie 2965 sztuk. Samolot o masie własnej 3028 kg i masie startowej 4924 kg, napędzany był silnikiem gwiazdowym R-1820-60 o mocy 894,8 kW (1200 KM), pozwalającym mu na rozwinięcie prędkości maksymalnej 394 km/h w locie poziomym na wysokości 4816 metrów.

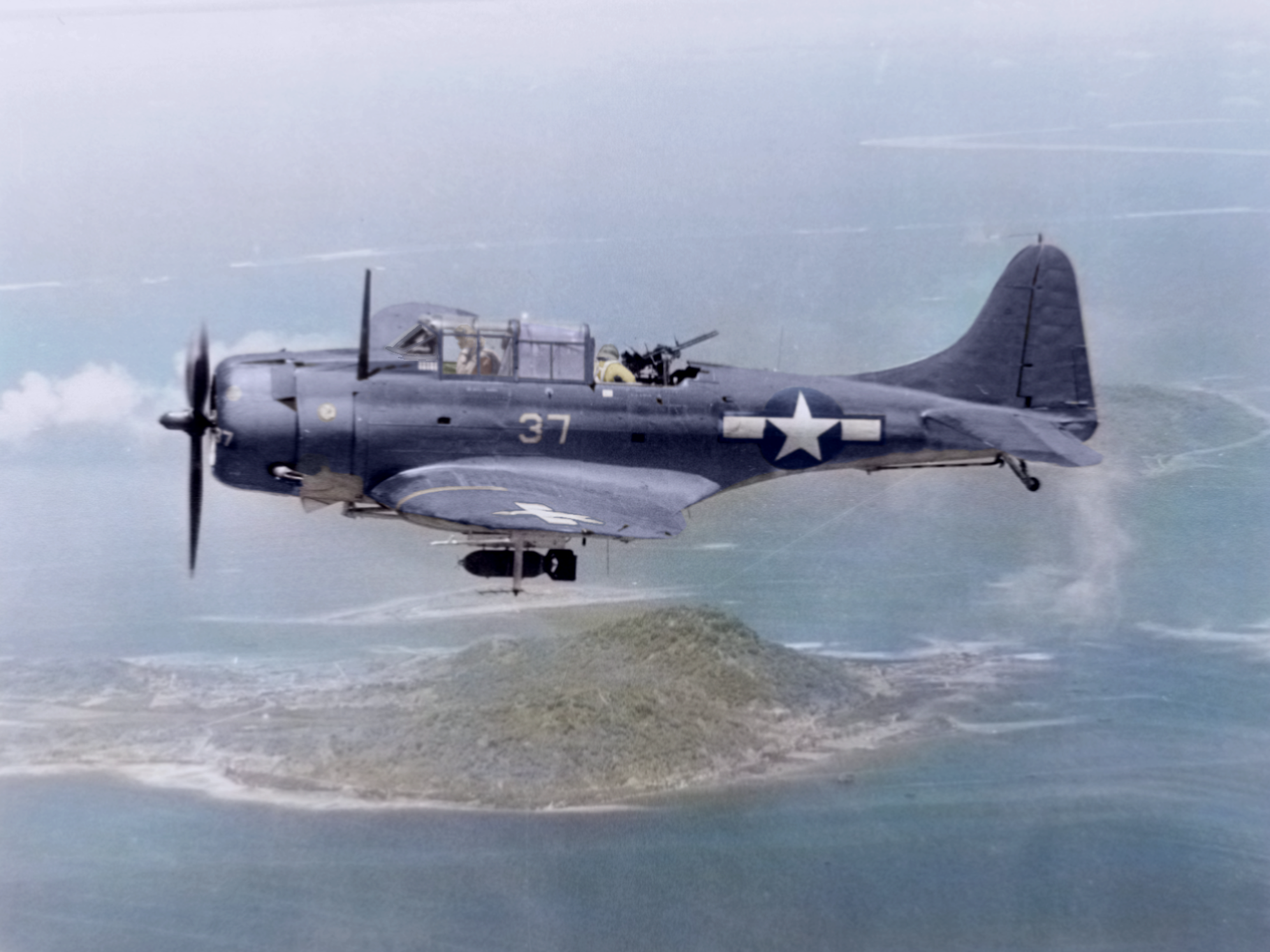
SBD-5 z VB-16 lotniskowca USS „Lexington” (CV-16) w lutym 1944 roku. W tym czasie VB-16 była tymczasowo jedną z tylko dwóch eskadr Dauntlessów stacjonujących na lotniskowcach uderzeniowych Floty Pacyfiku.

Początkowa prędkość wznoszenia wynosiła 363 metrów na minutę, pułap 7407 metrów zaś zasięg maksymalny 1770 km. Nowy silnik nie poprawił znacząco osiągów szybkościowych samolotu, nie pomogło w tym zakresie całkowite usunięcie dużego ujęcia powietrza dla gaźnika oraz przekonstruowanie klap regulujących przepływ powietrza chłodzącego cylindry przy wysokich obrotach silnika, lecz niskiej prędkości samolotu, gdzie sześć mniejszych wlotów zastąpiono dwoma dużymi.
W samolocie tym usunięto nie najnowocześniejszy już teleskopowy celownik zastępując go celownikiem kolimatorowym. Dodano także możliwość podwieszenia dwóch odrzucanych zbiorników paliwa o pojemności 58 galonów (219,5 litra), co zwiększyło zasięg samolotu do 1340 mil morskich (2480 km). SBD-5 produkowane były w zakładzie Douglasa w El Segundo a od lutego 1943 do kwietnia 1944 roku także w zakładach w Tulsie w Oklahomie.
Rozpiętość skrzydeł SBD-5 wynosiła 12,65 metra, długość 10,06 metra, wysokość 3,94 metra, zaś powierzchnia skrzydeł 30,19 m². Jego konstrukcja powodowała, że był łatwy w pilotażu i utrzymaniu. Dopuszczalny ładunek bombowy o wadze 726 kg pod kadłubem oraz dwie bomby o wadze 147 kg pod skrzydłami. W 1944 stacjonujące na Pacyfiku samoloty piechoty morskiej otrzymały podwieszane zasobniki z dwoma karabinami maszynowymi Browning M2 i 150 nabojami na karabin, co dawało pilotowi 6 karabinów do ostrzału celów. Karabiny były ładowane i nabijane na ziemi, a pilot nie miał możliwości zdalnego ich przeładowania i zabezpieczenia i szybko z nich zrezygnowano, bo uznano, że start i lądowanie z odbezpieczoną bronią gotową do strzału jest zbyt ryzykowny dla załóg naziemnych.
Całkowicie metalowa konstrukcja zdolna była do wytrzymania znaczących uszkodzeń bojowych, zaś jego ciężkie uzbrojenie czyniło z tego samolotu groźnego przeciwnika. Dość duży zasięg i udźwig sprawiały, że samolot mógł służyć nie tylko do celów bombowych i rozpoznawczych, lecz także jako efektywny samolot zwalczania okrętów podwodnych. Słabością tego samolotu, z punktu widzenia marynarki, był brak składanych skrzydeł, co znacząco wpływało na efektywność operacji pokładowych zwłaszcza na małych, nowo budowanych lotniskowcach eskortowych. Stało się to później podstawowym powodem wycofania tego samolotu ze służby.

#### Army Dauntless
Pod wpływem sukcesów niemieckich bombowców nurkujących Junkers Ju 87, generał George Marshall postanowił dodać bombowce nurkujące do wzrastającego parku maszynowego sił powietrznych Armii. Opracowano już w tym czasie konstrukcję SBD-1, toteż USAAF wypożyczyły od Korpusu Piechoty Morskiej jeden z należących do niej SBD-1 celem poddania go testom. Ocenę samolotu z sukcesem zakończono w 24th Bombardment Squadron, toteż Departament Wojny 27 grudnia 1940 roku zamówił 78 nowych SBD z modyfikacjami na potrzeby wojsk lądowych. Zakłady Douglasa w El Segundo obciążone były jednak w tym czasie przez kontrakty marynarki, zdecydowano w związku z tym, że najszybszą drogą nabycia samolotów dla Armii, będzie zamówienie ich dla niej przez marynarkę.
Pierwsze samoloty – które otrzymały w Armii oznaczenie A-24-DE oraz nazwę Banshee – zostały dostarczone wojskom lądowym 17 czerwca 1941 roku do jednej z eskadr 3rd Bombardment Group oraz 3 eskadr 27th Bomb Group bazujących w Savannah w Georgii. Przydzielone siłom lądowym numery seryjne samolotów zaczynały się od 41-15746, kończyły zaś na 41-15823.
A-24-DE oparte były na modelu SBD-3 pozbawione były jednak haka hamującego, zamiast którego zastosowano większe, pneumatyczne kółko ogonowe, takie samo jak używane pierwotnie przez US Marine Corp. Zainstalowano w nich także niewielką liczbę oprzyrządowania sił powietrznych Armii oraz ich wyposażenie radiowe.

##### A-25A

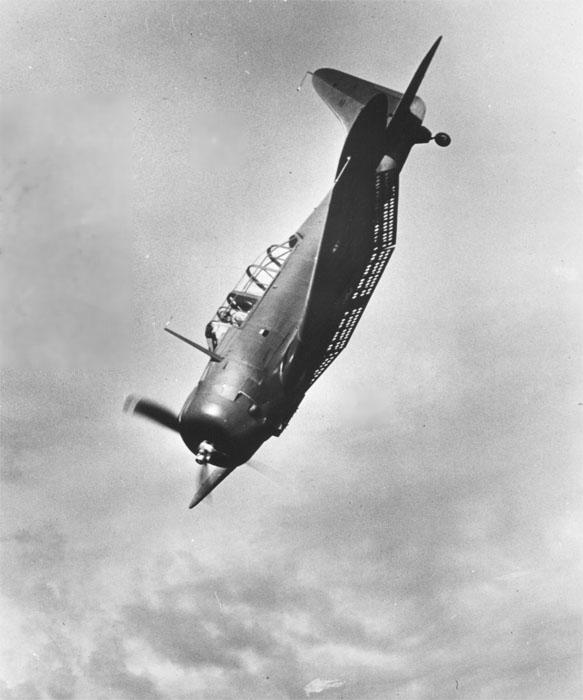
Należący do armii A-24 w trakcie ćwiczenia lotu nurkowego

Gdy marynarka pracowała nad modelem SBD-4, do starań o ich pozyskanie przyłączyły się także siły powietrzne wojsk lądowych, zamierzając nabyć nową wersję maszyny oznaczoną jako A-24A. Nowy samolot USAAF zachował specyficzne komponenty wojsk lądowych, przyjął jednak modernizacje śmigła i systemu elektrycznego związane z SBD-4. Budowane w El Sequndo samoloty, były dostarczane armii od października 1942 do marca 1943 roku, z przydzielonymi im numerami seryjnymi 42--6772 do 42-6831 oraz 42-60772 do 42-60881.

##### A-25B
Ostatnią wersją A-24 był A-24B-DT, oparty na SBD-5. W przeciwieństwie do poprzednich samolotów United States Army Air Forces, A-24B zostały zamówione bezpośrednio przez siły powietrzne armii, bez pośrednictwa marynarki. Większość z tych samolotów została wyprodukowana w zakładach Douglasa w Tulsa razem z produkowanymi tam ciężkimi bombowcami B-24 Liberator. Mimo złożonego w listopadzie 1942 roku zamówienia na 1200 maszyn, ostatecznie zamówienie na 585 samolotów zostało anulowane, gdyż armia postanowiła zrezygnować w ogóle z bombowców nurkujących. Maszyny A-25B USAAF zostały ostatecznie przejęte przez USMC. 615 wyprodukowanym maszynom tego modelu przydzielono numery seryjne 42-54285 do 42-54899.
Niektóre z maszyn tego modelu zostały przydzielone 407th Bombardment Group wchodzącej w skład Eleventh Air Force (11 AF). Doświadczenia bojowe USAAF z wykorzystaniem SBD nie były ogólnie tak dobre jak doświadczenia marynarki, toteż samoloty stosunkowo szybko zostały skierowane do zadań szkoleniowych.

#### SBD-6
Ostatni model SBD zachował wszystkie zalety wcześniejszych modeli, otrzymał jednak najsilniejszy dotąd silnik o mocy 1350 KM w celu skompensowania wzrostu wagi samolotu wynikającego ze wzrostu masy wyposażenia, opancerzenia oraz uzbrojenia. Zmieniono również samouszczelniające się metalowe zbiorniki paliwa na plastikowe. Otrzymał on również specjalizowany radar lotniczy, który bardzo dobrze sprawdzał się na ogromnych przestrzeniach Pacyfiku. Maszyną testową dla tego modelu samolotu – XSBD-6 – był poddany przeróbkom BuNo 28830 modelu SBD-5.
SBD Dauntless uważane już jednak były za przestarzałe w tym czasie, toteż z 450 wyprodukowanych egzemplarzy tego samolotu żaden nie trafił do jednostek bojowych. Pełnił za to służbę patrolową wybrzeży USA, w dużej liczbie trafił do jednostek szkolnych i treningowych, używany był także do holowania celów powietrznych. Prace nad jego proponowanym następcą, Curtiss SB2C Helldiver, rozpoczęły się już w 1939 roku, zaś wiosną 1942 roku marynarka ogłosiła zamówienie u Curtissa na 3000 Helldiverów, po tym gdy jedyny prototyp nowego samolotu po raz pierwszy wzbił się powietrze i rozbił się w tym locie. Wkrótce potem 1000 dodatkowych SB2C zostało zamówionych w Canadian Car and Foundry w Fort William w Ontario. Nowy samolot jednak nie był gotowy do testów marynarki aż do maja 1943 roku, długo po planowanej dacie wejścia do służby. Testy nowego samolotu nie wypadły jednak najlepiej i uznany pilot „Jacko” Clark – dowódca nowego USS „Yorktown” typu Essex – odmówił przyjęcia nowych samolotów do służby bojowej i zażądał przywrócenia na pokład Dauntlessów. Do czasu jednak uruchomienia produkcji SBD-6 na początku 1944 roku problemy, z którymi borykał się SB2C, zostały usunięte, toteż po wdrożeniu produkcji pierwszych 450 SBD-6 zakończono wytwarzanie SBD Dauntless, który wykonany został w ogólnej liczbie 5937 sztuk wszystkich wersji.

## Służba operacyjna
SBD Dauntless wszedł do służby na początku 1941 roku. Pierwszą jednostką, która otrzymała nowe maszyny, był Marine Bombing Squadron 2 (VMB-2), krótko potem wyposażona w nie została eskadra VMB-1. Ta ostatnia została w lipcu 1941 przemianowana na VMSB-132, a niedługo potem przetransportowana na Guadalcanal. Już w sierpniu i wrześniu tego roku samoloty tego typu, należące do marynarki wojennej, wzięły udział w wielkich manewrach amerykańskich wojsk lądowych pod nazwą „Louisiana Maneuvers” w Luizjanie, które utorowały drogę do kariery wielu amerykańskim generałom. Kilka miesięcy później, w chwili japońskiego ataku na Stany Zjednoczone, w jednostkach bojowych znajdowały się 192 Dauntlessy, w wersjach: SBD-1, SBD-2 oraz SBD-3. Przede wszystkim, zgodnie ze swoim przeznaczeniem, służyły w pokładowych eskadrach bombowych i rozpoznawczych amerykańskich lotniskowców uderzeniowych USS „Lexington” (CV-2), „Saratoga” (CV-3), „Yorktown” (CV-5) i „Enterprise” (CV-6). Przed wybuchem wojny z Japonią zostały dostarczone jednak także do bazy piechoty morskiej Quantico w Wirginii, a w przeddzień japońskiego ataku także na lotnisko Ewa Field na wyspie Oʻahu na Hawajach.
|                                               | Eskadry bombowe            | Eskadry rozpoznawcze       |
| --------------------------------------------- | -------------------------- | -------------------------- |
| „Lexington” (CV-2)                            | VB-2: 16 SBD-2             | VS-2: 18 SBD-2 i SBD-3     |
| „Saratoga” (CV-3)                             | VB-3: 21 SBD-3             | VS-3: 22 SBD-3             |
| „Yorktown” (CV-5)                             | VB-5: 19 SBD-3             | VS-5: 19 SBD-3             |
| „Enterprise” (CV-6)                           | VB-6: 18 SBD-2             | VS-6: 18 SBD-2 i SBD-3     |
| Korpus Piechoty Morskiej Stanów Zjednoczonych |                            |                            |
| UMCS Quantico                                 | VMSB-132: 19 SBD-1         | VMSB-132: 19 SBD-1         |
| Ewa Field                                     | VMSB-232: 22 SBD-1 i SBD-2 | VMSB-232: 22 SBD-1 i SBD-2 |

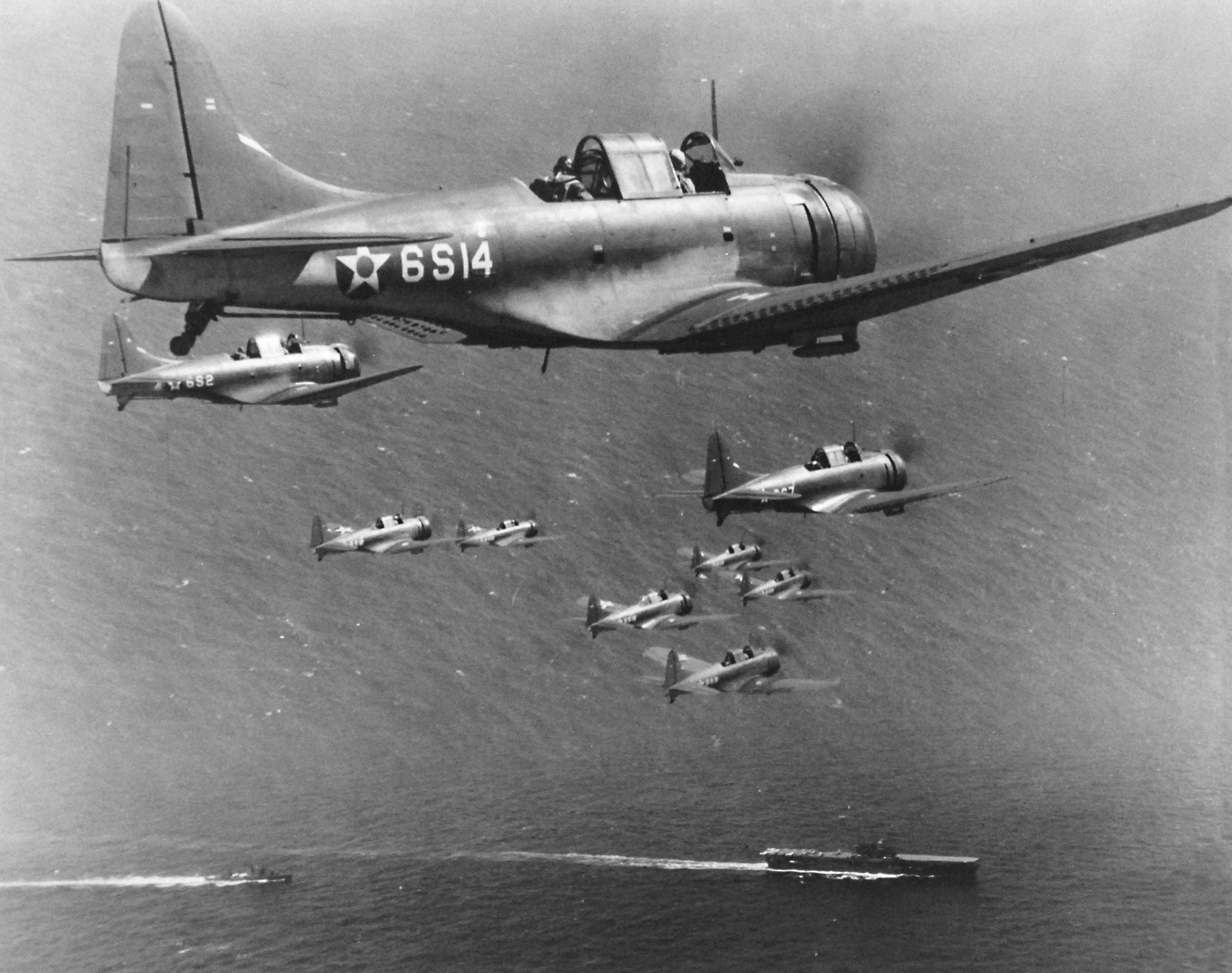
Należące do Scouting Squadron Six Dauntlessy SBD-2 nad macierzystym lotniskowcem USS „Enterprise” w październiku 1941 roku

SBD nie znajdowały się w tym czasie na pozostałych okrętach lotniczych, jak USS „Ranger” (CV-4), „Wasp” (CV-7) i „Hornet” (CV-8), które wyposażone były wtedy jeszcze w starsze typy maszyn – Curtiss SBC Helldiver i Vought SB2U Vindicator.

### Służba wojenna
Pierwsze doświadczenie bojowe SDB miało miejsce 7 grudnia 1941 roku, podczas japońskiego ataku na Oʻahu, gdy SBD w drodze z „Enterprise” na O’ahu zostały zaatakowane przez japońskie Mitsubishi A6M Zero. Po japońskim ataku SBD Dauntless stanowiły 1/3 wszystkich samolotów pokładowych pozostających w dyspozycji US Navy przez krytyczne pierwsze sześć miesięcy wojny. 10 grudnia 1941 roku SBD-2 z USS „Enterprise”, jako pierwszy amerykański samolot, zatopił japoński okręt (podwodny I-70).

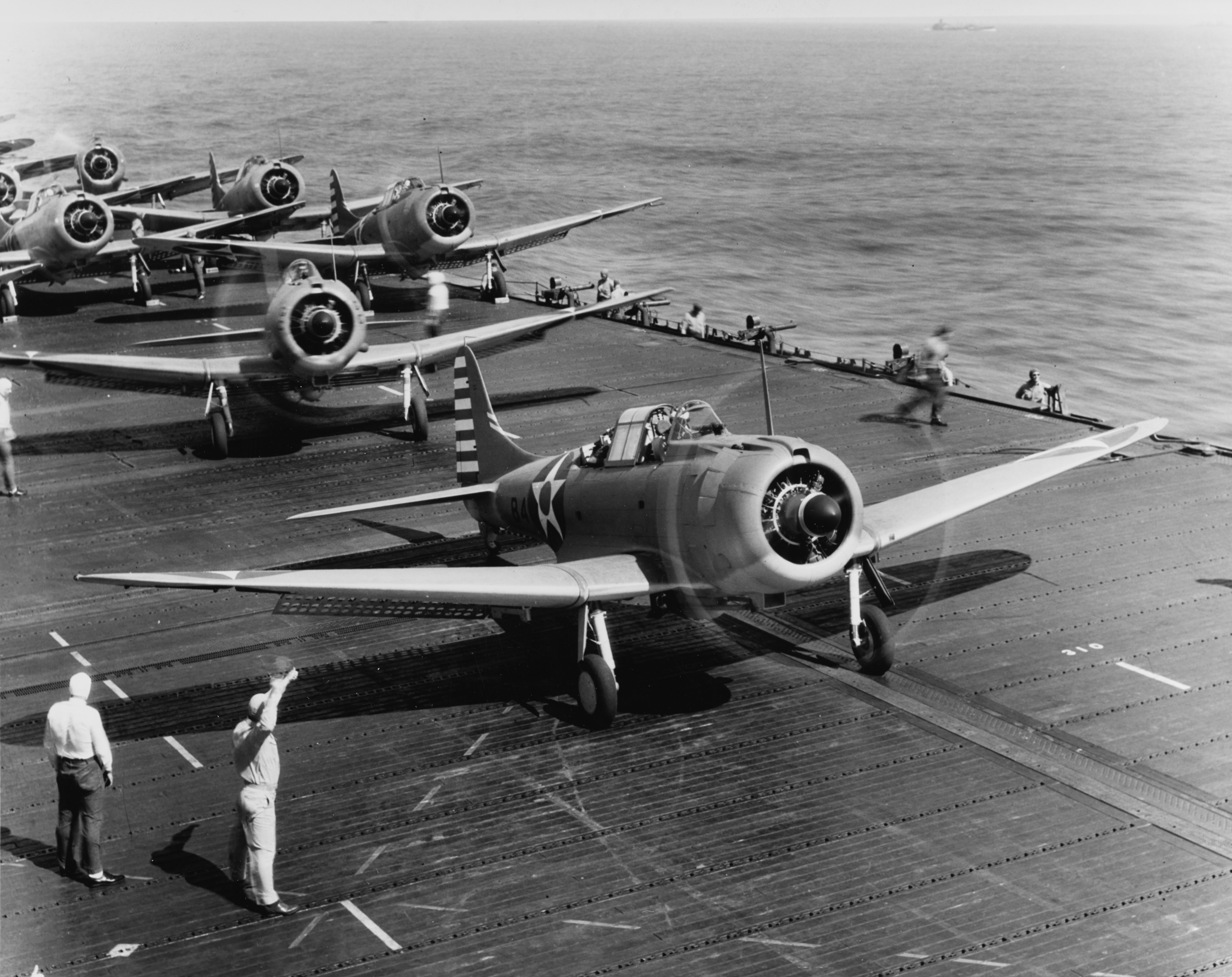
SBD z VB-6 z grupy lotniskowca USS „Enterprise” (CV-6) podczas rajdu na Wake Island 24 lutego 1942 roku

Dauntlessy, razem z samolotami myśliwskimi i torpedowo-bombowymi, uczestniczyły wówczas we wszystkich amerykańskich operacjach powietrzno-morskich pierwszego kwartału tego roku, polegających na nalotach i natychmiastowej ucieczce zespołu uderzeniowego. SBD zaangażowane były w amerykańskie rajdy na wyspy Marshalla, Wake, Marcus, Lae i Salamaua na zachodnim brzegu Papua-Nowa Gwinea. Już niecałe dwa miesiące po japońskim ataku na Pearl Harbor, 1 lutego 1942 roku, bombowce nurkujące SBD Dauntless z grupy lotniczej lotniskowca „Lexington” zaatakowały lotnisko Roi na Kwajalein. Gdy należące do United States Army bombowce B-25B Mitchell z lotniskowca USS „Hornet” (CV-8) przeprowadzały rajd Doolittle’a, bombowce SBD prowadziły bojowe patrole powietrzne z pokładu lotniskowca USS „Enterprise” (CV-6) z zespołu adm. Halseya, osłaniając zespół uderzeniowy zaangażowany w transport samolotów podpułkownika Jimmy’ego Doolittle’a na podstawy wyjściowe do ataku w pobliżu Wysp Japońskich.
8 marca Japończycy rozpoczęli lądowanie na Lae i Salamaua, które zamierzali przekształcić w bastiony ochronne dla bazy Rabaul, toteż amerykańskie dowództwo stanowiło zaatakować siły japońskie zmierzające do lądowania na Nowej Gwinei. Dowodzący zespołem Task Force 11 adm. Wilson Brown postanowił zaatakować 10 marca. W ataku tym wzięła udział największa jak dotąd liczba samolotów – 61 SDB Dauntless, 25 samolotów torpedowo-bombowych Douglas TBD Devastator, eskortowanych przez 18 Grumman F4F Wildcat. Amerykańscy piloci zameldowali zatopienie dwóch krążowników, w rzeczywistości jednak zatopione zostały dwa japońskie transportowce, uszkodzony został natomiast krążownik „Yūbari”, dwa niszczyciele, stawiacz min, dwa tendry i dwa poławiacze min, przy stracie jednego amerykańskiego samolotu.
Wspomniane rajdy wyrządziły co prawda relatywnie niewielkie szkody materialne stronie japońskiej, znacznie jednak podniosły amerykańskie morale, pozwoliły na nabranie doświadczenia bojowego przez załogi samolotów i okrętów, ujawniły też nieznane dotąd niedostatki techniczne i taktyczne wyposażenia wojskowego, na przykład potrzebę instalacji w bombach lotniczych działających z opóźnieniem zapalników, co pozwalało bombom penetrować pokłady okrętów przed inicjacją eksplozji. Upewniły też japońskie dowództwo w Truk, że zaplanowane już na marzec lądowania w Port Moresby i Tulagi mogą być zbytnio ryzykowne, i że celowe jest oczekiwanie na przybycie wysłanych przez admirała Isoroku Yamamoto lotniskowców. To z kolei zmusiło do przeniesienia japońskich operacji na kwiecień i doprowadziło do bitwy na Morzu Koralowym

#### Bitwa na Morzu Koralowym

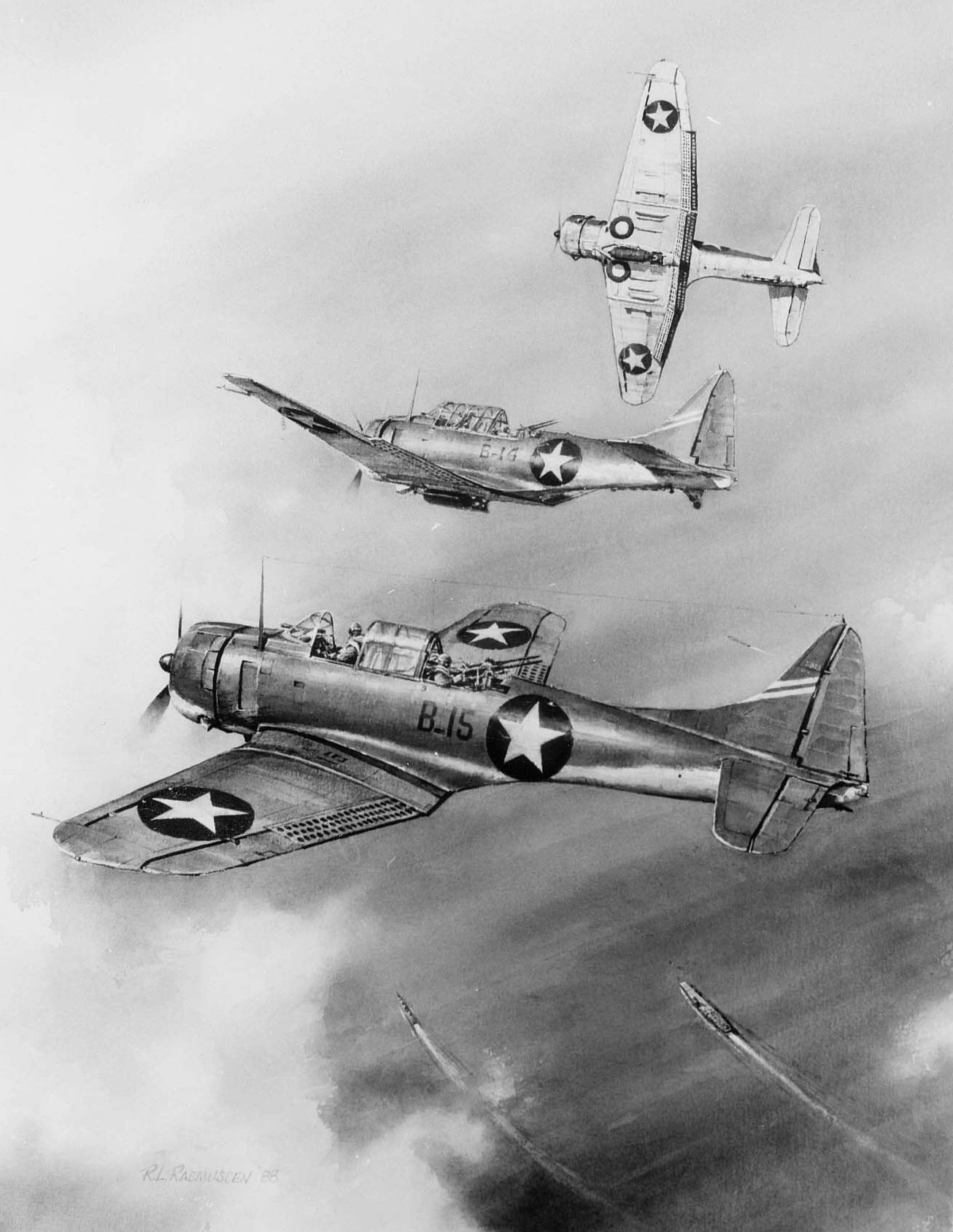
Dauntlessy przechodzące do lotu nurkowego podczas ataku na japońskie lotniskowce pod Midway (obraz). Przejście z lotu poziomego do ataku w locie nurkowym, wymagało od pilota wykonania szeregu czynności, w tym przede wszystkim otwarcia i odpowiedniego ustawienia kąta rozwarcia perforowanych klap nurkowania i hamulców aerodynamicznych oraz zmniejszenia ciągu generowanego przez śmigło.

Pierwszą wielką bitwą powietrzno-morską, w której wzięły udział bombowce SBD, była bitwa na Morzu Koralowym. Operujące z lotniskowców USS „Lexington” (CV-2) i „Yorktown” (CV-5) SBD Dauntless odegrały wiodącą rolę w czterodniowej bitwie, przeprowadzając operacje typu CAP (combat air patrol), zatapiając japoński lekki lotniskowiec „Shōhō” i ciężko uszkadzając duży lotniskowiec „Shōkaku”. O ile, wykorzystujące najnowsze wówczas amerykańskie torpedy lotnicze Mark 13, samoloty torpedowo-bombowe TBD Devastator znacznie ustępowały swoim japońskim odpowiednikom – Nakajima B5N (w zakresie prędkości i wysokości zrzutu), a japońskie Mitsubishi A6M Zero były znacznie bardziej manewrowe od lepiej opancerzonych amerykańskich myśliwców Grumman F4F Wildcat, o tyle SBD Dauntless deklasowały japońskie bombowce nurkujące Aichi D3A Val w zakresie podstawowych wartości niezbędnych w ataku w locie nurkowym. Po stronie japońskiej dał też o sobie znać brak klasowego samolotu bombowego zdolnego jednocześnie do przeprowadzania dobrej jakości rozpoznania lotniczego. W przeciwieństwie jednak do sił japońskich, Amerykanie przeprowadzili swoje ataki na japońskie lotniskowce w sposób zupełnie nieskoordynowany, co przyczyniło się do braku zdecydowanego rozstrzygnięcia starcia, mimo niewielkiej amerykańskiej przewagi w ogólnej liczbie dostępnych w nim samolotów.
Bitwa pokazała jednak, że obok zadań do których SBD został skonstruowany, bombardowania i rozpoznania, Dauntless dobrze sprawdza się także w bezpośredniej walce powietrznej z japońskimi samolotami myśliwskimi. Rano 8 maja, grupa samolotów SBD prowadzących patrol przeciwpodwodny w osłonie lotniskowca „Yorktown”, została zaatakowana przez grupę myśliwców Zero z lotniskowca „Zuikaku”. Wprawdzie znacznie szybszym i zwrotniejszym samolotom myśliwskim udało się zestrzelić cztery Dauntlessy, jednak dwuosobowej załodze samolotu lieutenanta Stanleya “Swede” Vejtasa, która poprzedniego dnia trafiła 1000-funtową bombą lotniskowiec „Shōhō”, udało się nie tylko przetrwać japoński atak i powrócić na powrócić na swój okręt, ale też zestrzelić jeden z trzech atakujących ich samolot myśliwców Zero.

#### Bitwa pod Midway
Pierwsze starcie Dauntlessów podczas największej bitwy powietrzno-morskiej 1942 roku miało miejsce 4 czerwca o godzinie 7:53 rano, gdy dowodzona przez mjr. Loftona Hendersona eskadra VMSB-241 z Midway – pozbawiona własnej eskorty myśliwskiej, bezskutecznie zaatakowała japoński lotniskowiec „Hiryū”. Z 16 maszyn biorących udział w ataku sześć amerykańskich samolotów zostało zestrzelonych, zaś dwa kolejne zostały uszkodzone na tyle poważnie, że nie zdołały powrócić na Midway. O godzinie 10:20 Dauntlessy eskadr VS-6 i VB-6 lotniskowca USS „Enterprise” (CV-6) odnalazły japoński zespół Kidō Butai z czterema wielkimi lotniskowcami admirała Chūichi Nagumo. Niemal w tym samym czasie, z przeciwnego kierunku, nadleciało 17 Dauntlessów eskadry VB-3 lotniskowca USS „Yorktown” (CV-5), prowadzonych przez Lt. Cmdr Maxwella Lesliego. W ciągu trwającego łącznie pięć minut ataku, zniszczone zostały kolejno lotniskowce „Kaga”, „Sōryū” i „Akagi”, udało się natomiast uniknąć ataku czwartemu japońskiemu okrętowi lotniczemu – „Hiryū”. Już jednak kilka godzin później SBD z połączonych eskadr VB-6, VS-6 i VB-3 skutecznie zaatakowały i zniszczyły ostatni japoński lotniskowiec.

#### SBD na wyspach Salomona
Po zakończonej zdecydowanym amerykańskim zwycięstwem bitwie o Midway, samoloty SBD Dauntless wciąż pozostawały podstawową morską siła uderzeniową Stanów Zjednoczonych na Pacyfiku. W początkowym etapie operacji wokół Guadalcanal udział wzięły eskadry SBD lotniskowców USS „Enterprise”, „Saratoga” (CV-3) i „Wasp” (CV-7). Dauntlessy wzięły udział już w pierwszej operacji – rajdzie eskadr VS-71 i VS-72 z „Waspa” na japońską bazę w Tulagi, pozostawiając w niej 18 płonących jednostek pływających. W tym czasie SBD z „Saratogi” zniszczyły dużą liczbę celów wokół lotniska, które, po zdobyciu go przez Marines, pod nazwą Henderson Field służyło jako podstawa działań amerykańskiego lotnictwa na Guadalcanalu i baza dla zgrupowanej tu floty powietrznej, noszącej nazwę „Cactus Air Force” (kaktusowe siły powietrzne). Pierwszą dyslokowaną tu na stałe jednostką SBD była przeniesiona z Hawajów VMSB-232 Marines, która na lotnisku nazwanym imieniem Loftona Hendersona – dowódcy VMSB-241 pod Midway – zapoczątkowała działalność „Cactus Squadron” (kaktusowej eskadry). Dauntlessy Marines wspierały z tego lotniska działania sił lądowych swojej formacji oraz zwalczały japońskie próby dostaw zaopatrzenia drogą morską dla wojsk japońskich na Guadalcanal.

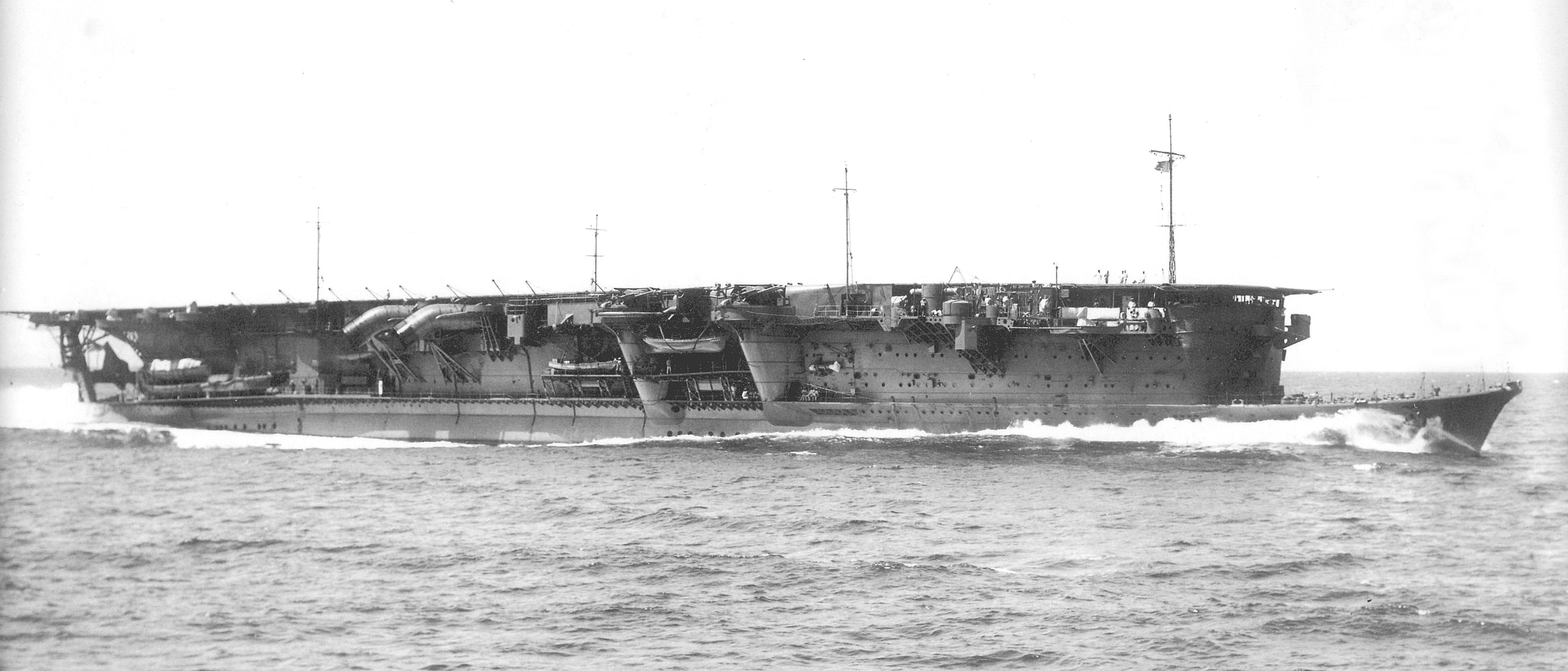
Lotniskowiec „Ryūjō” zatopiony przez SBD w bitwie u wschodnich Wysp Salomona

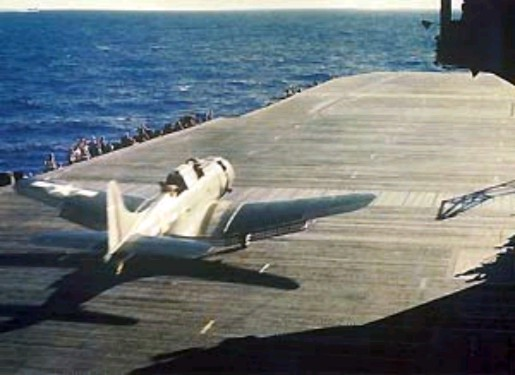
19 czerwca 1944 roku SBD-5 z VB-10 podczas startu z lotniskowca USS „Enterprise” w trakcie bitwy na Morzu Filipińskim

24 i 25 sierpnia 1942 roku Dauntlessy z „Enterprise” i „Saratogi” rozstrzygnęły rezultat bitwy u wschodnich Wysp Salomona, gdzie zatopiły m.in. lotniskowiec „Ryūjō”, zaś w październiku 1942 roku wzięły udział w bitwie koło wysp Santa Cruz. Gdy samoloty adm. Nagumo leciały w kierunku oddalonego o 185 mil „Horneta”, japoński zespół czterech lotniskowców odnalazły kolejno dwie pary z wysłanych na rozpoznanie grup SBD lotniskowca „Enterprise”. Druga z nich, pozbawiona jakiegokolwiek wsparcia, zaatakowała japoński lotniskowiec „Zuihō”, trafiając dwoma bombami, ciężko go uszkodziła i wyłączyła z walki, zmieniając nieco na korzyść Amerykanów niekorzystny stosunek sił zbliżającego się starcia lotniskowców. Wkrótce potem w powietrzu znajdowały się trzy grupy uderzeniowe – po jednej grupie „Horneta” i „Enterprise”, oraz jedna duża grupa japońska, które lecąc w przeciwnych kierunkach minęły się w powietrzu. W wielkiej bitwie lotniskowców zatopiony został wprawdzie USS „Hornet”, a po wymanewrowaniu w sumie dziewięciu torped uszkodzonym dwoma bombami został „Enterprise”, lecz Dauntlessy admirała Thomasa Kinkaida z eskadry VB-8 lotniskowca „Hornet” uzyskały trzy trafienia, rozrywając pokład startowy „Shōkaku”. 8 listopada 1942 roku pięć eskadr SBD z USS „Enterprise” oraz Cactus Air Force wykonało rajd na silny zespół okrętów admirała Shōji Nishimury. Bombowce nurkujące eskadr VS-6 i VB-6 oraz startujące z lądu eskadry VB-10 i VMSB-132 zatopiły ciężki krążownik „Kinugasa”. Uszkodzony został także inny ciężki krążownik – „Maya”, który został staranowany przez Dauntlessa z eskadry VB-10. Pewnych uszkodzeń od bomb doznały także krążowniki „Chōkai” oraz „Tenryū”. Jeszcze tego samego dnia samoloty z Henderson Field – w tym SBD – wykonały kolejny rajd, przy opozycji japońskich myśliwców zatapiając siedem japońskich frachtowców i poważnie uszkadzając ósmy.
Po kolejnym już uszkodzeniu „Saratogi” oraz zatopieniu „Waspa” i „Horneta”, jedynym amerykańskim lotniskowcem na Pacyfiku pozostawał uszkodzony pod Santa Cruz „Enterprise”. Dauntlessy grupy lotniczej tego ostatniego nie zaprzestały jednak działalności w obronie Guadalcanalu. Podczas drugiej części bitwy pod Guadalcanalem Dauntlessy tego ostatniego, startujące z Henderson Field, zniszczyły cztery ocalałe w bitwie japońskie transportowce, które wyładowywały wówczas na brzeg żołnierzy i ich zaopatrzenie, mogące poważnie zagrozić broniącej się tam 1. Dywizji Marines.

#### Pozostała służba wojenna
W następnym roku SBD wzięły udział w amerykańskich atakach lotniczych na wyspę Wake, zaś w lutym 1944 roku w operacji Hailstone – uderzeniu na główną wysuniętą bazę japońskiej floty japońskiej floty na Pacyfiku w Truk. W 1944 roku w znacznym stopniu już jednak wycofywano Dauntlessy ze służby na pokładach lotniskowców, zastępując je Curtiss SB2C Helldiver. Ostatnią wielką operacją amerykańskich lotniskowców, w której wzięły udział SBD, była bitwa na Morzu Filipińskim, podczas której 55 Dauntlessów, stacjonujących na lotniskowcach USS „Enterprise” (CV-6) i nowym USS „Lexington” (CV-16), wchodzących w skład Task Group 58.3, uzyskało – według twierdzeń pilotów – kilka trafień m.in. na lotniskowcu „Hiyō”. Miesiąc później SBD wspierały wojska lądowe wyzwalające Guam, co ostatecznie zakończyło bojowe operacje pokładowe samolotu Douglasa.

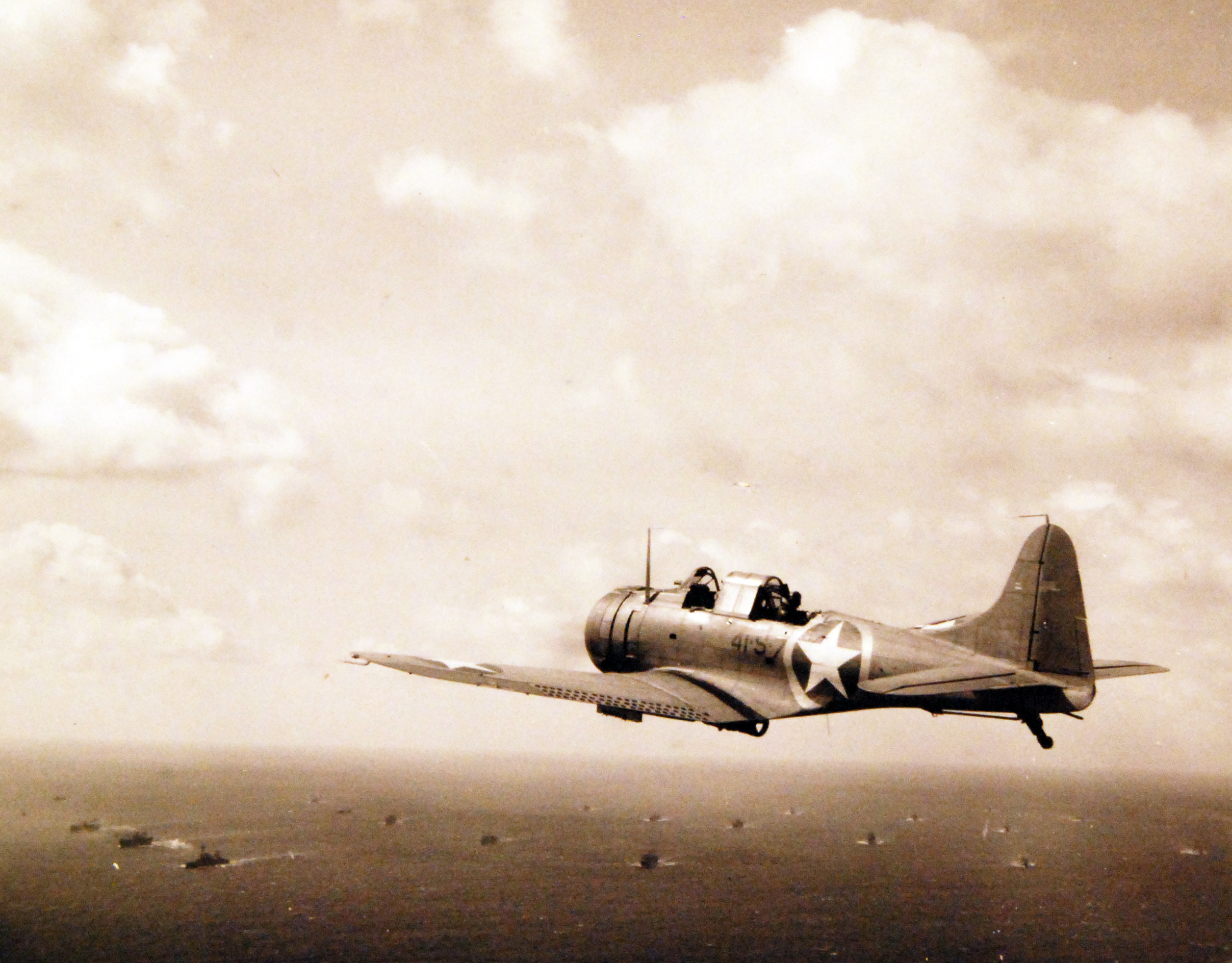
Dauntless z lotniskowca USS „Ranger” (CV-4) w trakcie patrolu przeciw podwodnego podczas operacji Torch

Mniej więcej w tym samym czasie Douglas wyprodukował w liczbie 450 sztuk najnowszą odmianę tego samolotu – SBD-6, która mimo że najsilniejsza z wszystkich dotychczasowych i najbardziej zaawansowana, nigdy nie opuściła kontynentalnego terytorium USA. SBD-5 jednak nadal prowadziły operacje bojowe, operując z lotnisk lądowych, w tym w Luzon na Filipinach. Należąca do sił powietrznych US Army wersja A-24 wzięła udział w walkach w Holenderskich Indiach Wschodnich, na Nowej Gwinei oraz w walkach o wyspy Gilberta. SBD wchodzące zaś w skład słynnej z heroicznych ataków pod Midway trzy lata wcześniej eskadry VMSB-241, aż do kapitulacji Japonii prowadziły działania wspierające żołnierzy amerykańskich wojsk lądowych.
Samoloty wersji A-24A i A-24B należące do sił powietrznych wojsk lądowych Stanów Zjednoczonych prowadziły początkowo działalność szkoleniową w Australii, 1 kwietnia 1942 roku pierwsze Dauntlessy Armii zostały jednak skierowane do Port Moresby w Nowej Gwinei, gdzie zaangażowane w walki z – młodymi, niedoświadczonymi lotnikami – poniosły ciężkie straty. W efekcie Banshee zostały w większości wycofane z działań operacyjnych i skierowane do zadań szkoleniowych na terytorium Stanów Zjednoczonych. Pozostałe walczyły jednak na Aleutach i na atolu Makin.

##### Działania na teatrze europejskim
Działania SBD nie ograniczały się jedynie do wód Pacyfiku. W Europie, w październiku 1943 roku, SBD-5 z grupy lotniczej lotniskowca USS „Ranger” (CV-4) uczestniczyły w operacji „Leader” – amerykańskim ataku na niemiecką żeglugę na dalekiej północy, w pobliżu norweskiego portu Bodø. Już pod koniec 1942 roku SBD wzięły udział w amerykańsko-brytyjskiej operacji „Torch” – lądowania we francuskiej części Afryki Północnej. 10 listopada 1942 roku dziewięć Dauntlessów z lotniskowca „Ranger” ciężko uszkodziło w Casablance francuski pancernik „Jean Bart”. Atak na najnowszy francuski okręt liniowy był drugim w ciągu jednego tygodnia – po zatopionym trzy dni wcześniej japońskim „Hiei” – skutecznym atakiem SBD Dauntless na pancerniki. Walcząc w Afryce Północnej, Dauntlessy ścierały się także z lotnictwem francuskim, które korzystając z amerykańskich samolotów Curtiss H-75 zestrzeliło pięć Dauntlessów. Dauntlessy startujące z lotniskowców eskortowych USS „Santee” (CVE-29) oraz „Sangamon” (CVE-26) wykonywały uderzenia na nieprzyjacielskie pozycje na lądzie.

### Dauntless w służbie innych państw
Największym zagranicznym użytkownikiem SBD była Francja. W 1943 roku siły powietrzne wolnych Francuzów zamówiły 100 maszyn modelu A-24B w ramach Lend Lease. Jeszcze przed dostarczeniem ich zamawiającemu, w wypadkach utracono dwa samoloty – pozostałe zaś drogą morską trafiły do Algierii i Maroka. Szkolona tam eskadra Groupe de Bombardment I/11 Picardie została następnie przerzucona do Syrii celem zwalczania oddziałów wiernych rządowi Vichy. W pełni uzbrojoną w Dauntlessy jednostką była Groupe de Bombardment I/18 Vendée, która po inwazji na południową Francję (gdy Dautlessy US Navy zostały stąd przerzucone na Pacyfik) wylądowała w Tuluzie i do końca wojny brała udział w walkach z Niemcami. Po zakończeniu wojny jednostka ta została rozwiązana, zaś pozostałe po niej samoloty przerzucono do Meknes w Maroku, gdzie do 1953 roku służyły do szkolenia w tamtejszej szkole lotniczej.

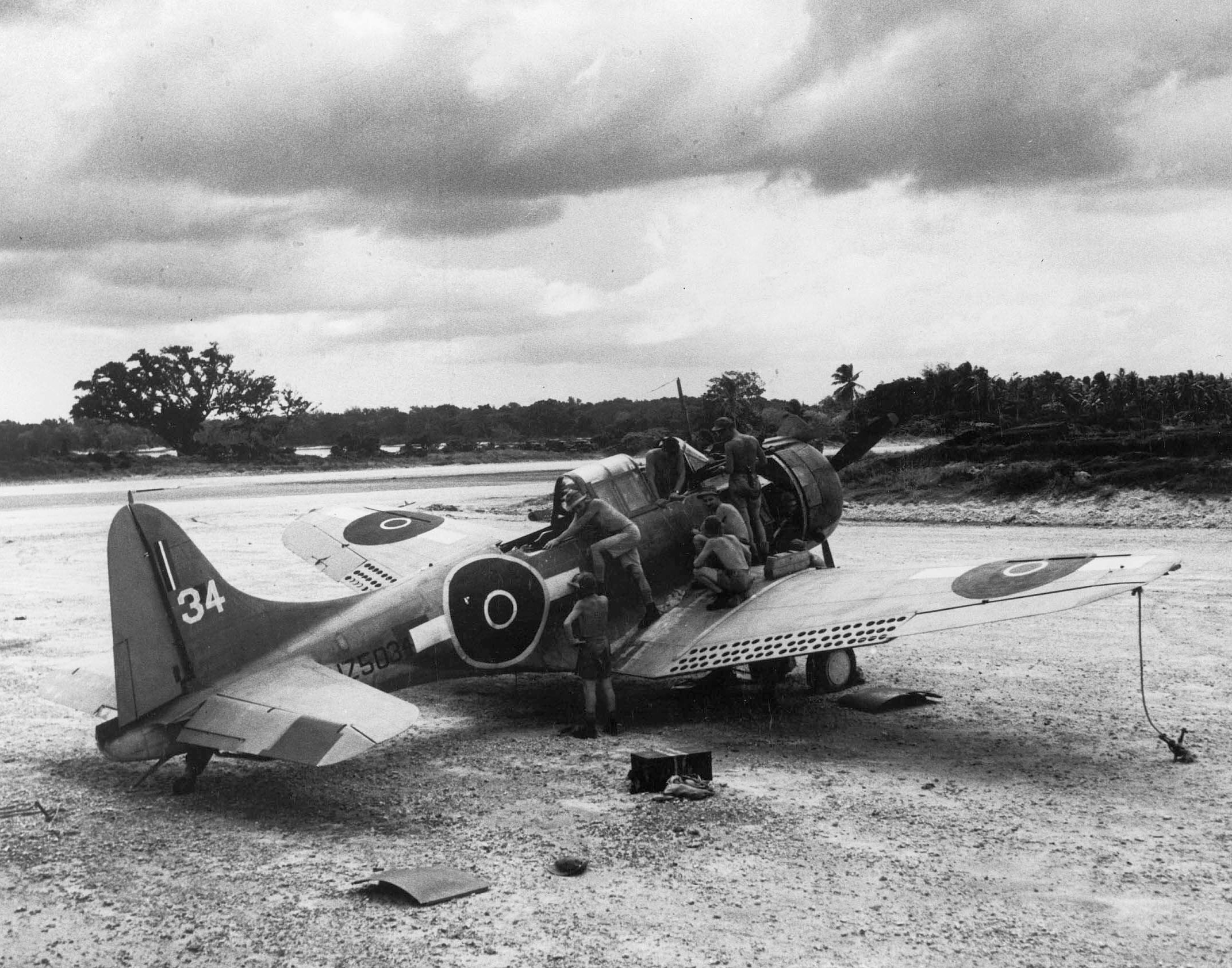
Nowozelandzki SBD-4 na Espiritu Santo, przed przerzuceniem 25. Eskadry na wyspę Bougainville’a, skąd prowadziła operacje przeciw japońskiej bazie w Rabaul

W 1944 roku 57 maszyn modelu SBD-5, w dwóch partiach, zostało nabyte przez francuskie lotnictwo morskie – po zakończeniu szkolenia pilotów w Agadirze w Maroku, zostały one przeniesione do Cognac we Francji. Dwie wyposażone w SBD eskadry – Flotille 3FB i Flotille 4FB – przeszły swój chrzest bojowy 9 grudnia 1944 roku. W latach 1947–1948 obie eskadry zostały przemianowane na Flotille 3F i Flotille 4F i na pokładach lotniskowców „Dixmude” oraz „Arromanches” trafiły do Francuskich Indochin, gdzie wzięły udział w walkach z Việt Minhgiem Hồ Chí Minha, podczas I wojny indochińskiej. Wszystkie francuskie maszyny tego typu zostały jednak wycofane ze służby w lipcu 1949 roku.
W styczniu 1944 roku do Chile trafiło 12 zamówionych wiosną 1943 roku maszyn A-24B. Samoloty te służyły w siłach powietrznych tego kraju do 1950 roku, ulegając w tym czasie kilku wypadkom. W 1943 roku nowozelandzkie siły powietrzne zamówiły w ramach Lend Lease 120 maszyn A-24B. Oczekując jednak na dostawę samolotów, wypożyczyły samoloty SBD-3, a następnie SBD-4 i SBD-5, od amerykańskiego korpusu marines. W związku z pozyskaniem bombowców nurkujących tą drogą, 18 stycznia 1944 roku Nowa Zelandia zrezygnowała z zamówienia na maszyny w wersji Banshee. W marcu 1944 roku wyposażona została w SBD-4, a następnie SBD-5 25. Eskadra po przerzuceniu na wyspę Bougainville’a do 20 maja prowadziła operacje bojowe przeciw japońskiej bazie w Rabaul, wykonując ich około 30. W maju 1944 roku eskadra została wycofana do Nowej Zelandii, zwracając po drodze cześć maszyn USMC. Pozostałe samoloty zostały zezłomowane w 1948 roku.
W lutym 1944 roku zakończone zostały dostawy 30 egzemplarzy A-24B zamówionych 23 maja 1943 roku przez Meksyk. Meksykańskie siły powietrzne używały ich do poszukiwania okrętów podwodnych w Zatoce Meksykańskiej, a po zakończeniu wojny do patrolowania granic i szkolenia. Ostatni meksykański Banshee został wycofany ze służby w 1960 roku.
Wielka Brytania wyrażała zainteresowanie Dauntlessami już w 1941 roku, zrezygnowała jednak z ich zakupu na rzecz innych amerykańskich konstrukcji – Vultee A-31 Vengeance i Brewster SB2A Buccaneer. 3 września 1943 roku Brytyjczycy zamówili jednak 43 egzemplarze SBD-5, które otrzymały w Wielkiej Brytanii nazwę Dauntless DB Mk. I. Ostatecznie jednak przyjęli jedynie dziewięć maszyn, rezygnując z następnych na rzecz Helldiverów. SBD trafiły na Wyspy w listopadzie 1943 roku, służyły jednak jedynie w ośrodkach doświadczalnych lotnictwa morskiego, aby zostać następnie przekazanymi królewskim siłom powietrznym.
Na początku 1943 roku 30 egzemplarzy SBD Dauntless zostało także zamówionych przez Chiny, z uwagi jednak na opóźnienie w dostawach, jeszcze w czerwcu tego samego roku kontrakt został anulowany. Ostatni zakup SBD został dokonany przez Kostarykę, która w 1948 roku kupiła kilka egzemplarzy tego samolotu w wersji A-24B.

## Podsumowanie
SBD nadano wiele ksyw, wśród określeń używanych w żargonie były „Barge” (krypa), „Clunk” (niezdarny), „Speedy-D” (szybki-D) i „Speedy-3” (szybki-3), zaś akronim SBD oznaczający oficjalnie Scout Bomber Douglas, rozszyfrowywany był jako „Slow But Deadly”. W należącej do armii wersji A-24, nazywany był czasami „Banshee” (zjawą zwiastującą śmierć). Zdaniem szeregu autorów, Dauntlessy były najpotężniejszą bronią marynarki Stanów Zjednoczonych w 1942 roku. Chociaż SBD odcisnęły swe największe piętno na bitwie pod Midway, samoloty te znakomicie służyły również w innych wielkich bitwach – zwłaszcza na Morzu Koralowym i koło wysp Salomona. Ogólnie, podczas II wojny światowej, bombowce nurkujące Douglas SBD Dauntless zniszczyły sześć japońskich lotniskowców, 14 krążowników, sześć niszczycieli, 15 statków transportowych. Samoloty SBD walczyły od czasu do czasu z japońskimi myśliwcami, i łącznie uznano im zestrzelenie 138 samolotów przeciwnika. Maszynom w służbie pokładowej w US Navy zaliczono zestrzelenie 31 samolotów bombowych oraz 75 samolotów myśliwskich.

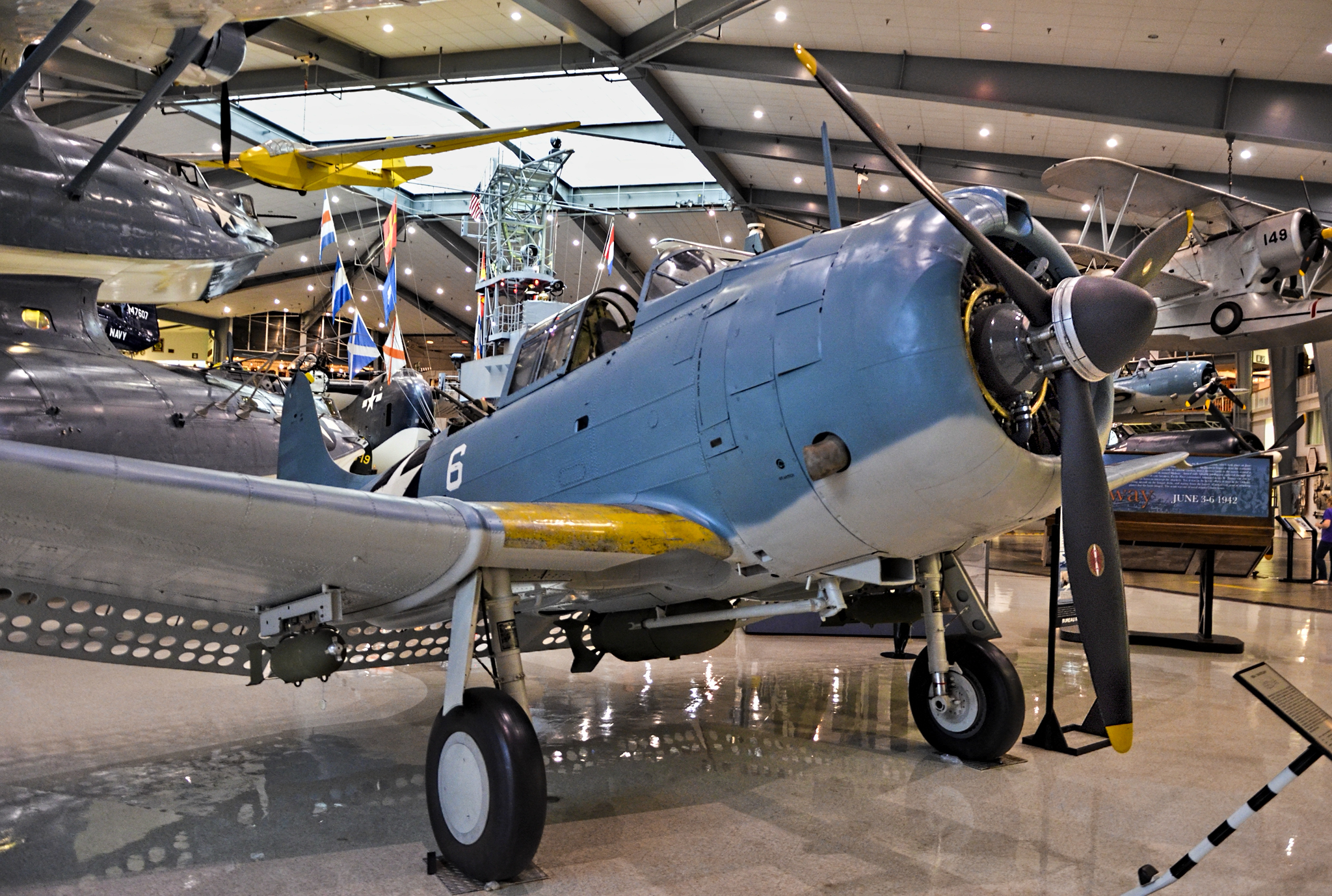
SBD-2 BuNo 2106, jedyny ocalały do dziś oryginalny SBD Dauntles biorący udział w bitwie pod Midway.
Jako wchodzący w skład VB-2 lotniskowca „Lexington” przetrwał na wyspie Oʻahu japoński atak na Pearl Harbor, a następnie w ramach eskadry VMSB-241 Piechoty Morskiej przeprowadził atak na japońskie lotniskowce pod Midway, po czym zdołał powrócić na lotnisko mimo przyjęcia od 219 – według różnych źródeł – do 250 trafień.
BuNo 2106 jest muzealnym dziś dowodem na niezwykłą żywotność tej konstrukcji i odporność na uszkodzenia bojowe.

### Przeżywalność na polu walki
Na wszystkich teatrach wojennych (na Pacyfiku, na morzach okalających Europę, nad Afryką i na Atlantyku) SBD przeprowadziły w sumie 6 048 bojowych lotów operacyjnych z pokładów lotniskowców, podczas których zrzuciły 2 524 ton bomb, przy stratach własnych 40 samolotów od ognia przeciwlotniczego z ziemi i okrętów oraz 43 maszyn zestrzelonych przez samoloty przeciwników. Należy przy tym wziąć pod uwagę, że SBD odegrały kluczową rolę w amerykańskich operacjach powietrznych w roku 1942, w warunkach absolutnej dominacji lotnictwa japońskiego w powietrzu, tak pod względem jakościowym jak i ilościowym.
| Rodzaj lotniskowca | Loty bojowe | Straty własne           | Straty własne           | Straty własne         | Straty własne | Straty własne | Samoloty przeciwnika zniszczone w walce | Samoloty przeciwnika zniszczone w walce | Tony bomb na cele |
| Rodzaj lotniskowca | Loty bojowe | W operacjach bojowych   | W operacjach bojowych   | W operacjach bojowych | Inne loty     | Na pokładzie  | Samoloty przeciwnika zniszczone w walce | Samoloty przeciwnika zniszczone w walce | Tony bomb na cele |
| Rodzaj lotniskowca | Loty bojowe | W walce z przeciwnikiem | W walce z przeciwnikiem | Inne operacyjne       | Inne loty     | Na pokładzie  | Samoloty przeciwnika zniszczone w walce | Samoloty przeciwnika zniszczone w walce | Tony bomb na cele |
| Rodzaj lotniskowca | Loty bojowe | A/A                     | A/C                     | Inne operacyjne       | Inne loty     | Na pokładzie  | Bombowce                                | Myśliwce                                | Tony bomb na cele |
| ------------------ | ----------- | ----------------------- | ----------------------- | --------------------- | ------------- | ------------- | --------------------------------------- | --------------------------------------- | ----------------- |
| CV                 | 5852        | 40                      | 43                      | 43                    | 61            | 33            | 30                                      | 75                                      | 2467              |
| CVE                | 196         | 0                       | 0                       | 5                     | 4             | 2             | 1                                       | 0                                       | 57                |
| Ogółem             | 6048        | 40                      | 43                      | 48                    | 65            | 35            | 31                                      | 75                                      | 2524              |
| SB2C Helldiver     | 18 808      | 268                     | 18                      | 218                   | 184           | 88            | 13                                      | 30                                      | 10 994            |

Powyższe zestawienie nie obejmuje lotów bojowych SBD na wyposażeniu eskadr piechoty morskiej oraz lotów bojowych SBD marynarki z lądu. Tylko w latach 1944–1945 eskadry bojowe piechoty morskiej wykonały 69 526 lotów operacyjnych w tym 35 341 lotów bojowych z wykorzystaniem Dauntlessów, podczas których utraciły łącznie 173 SBD, ze współczynnikiem strat na 100 lotów bojowych wynoszącym 0,09. Dla porównania, ten sam wskaźnik wynosił 0,15 dla SB2C i TBF, podczas gdy aż 0,26 dla F4U, 0,18 dla F6F i średnim wskaźniku dla całego korpusu wynoszącym 0,19.
SBD Dauntless mogły też poszczycić się najniższym stosunkiem strat własnych, wśród wszystkich maszyn pokładowych United States Navy, biorących udział w walkach podczas II wojny światowej. Według oficjalnych statystyk US Navy, SBD był najbezpieczniejszym samolotem marynarki, biorąc pod uwagę liczbę operacyjnych strat bojowych i niebojowych. Wyprzedzając w tym zakresie kolejno F6F Hellcat i TBF Avenger, na przeciwnym zaś biegunie znajdował się jego następca SB2C Helldiver, którego statystyki strat operacyjnych przy operacjach z pokładów były najgorsze z wszystkich maszyn USN. Biorąc pod uwagę wszystkie zasługi bojowe tej konstrukcji, jej wytrzymałość i zdolność do znoszenia uszkodzeń bojowych oraz niezwykle niską cenę jednostkową tego samolotu, wynoszącą w 1944 roku niecałe 29 000 dolarów, SBD Dauntless uznawany jest do dziś za jeden z najlepszych samolotów bojowych II wojny światowej.

### Następca

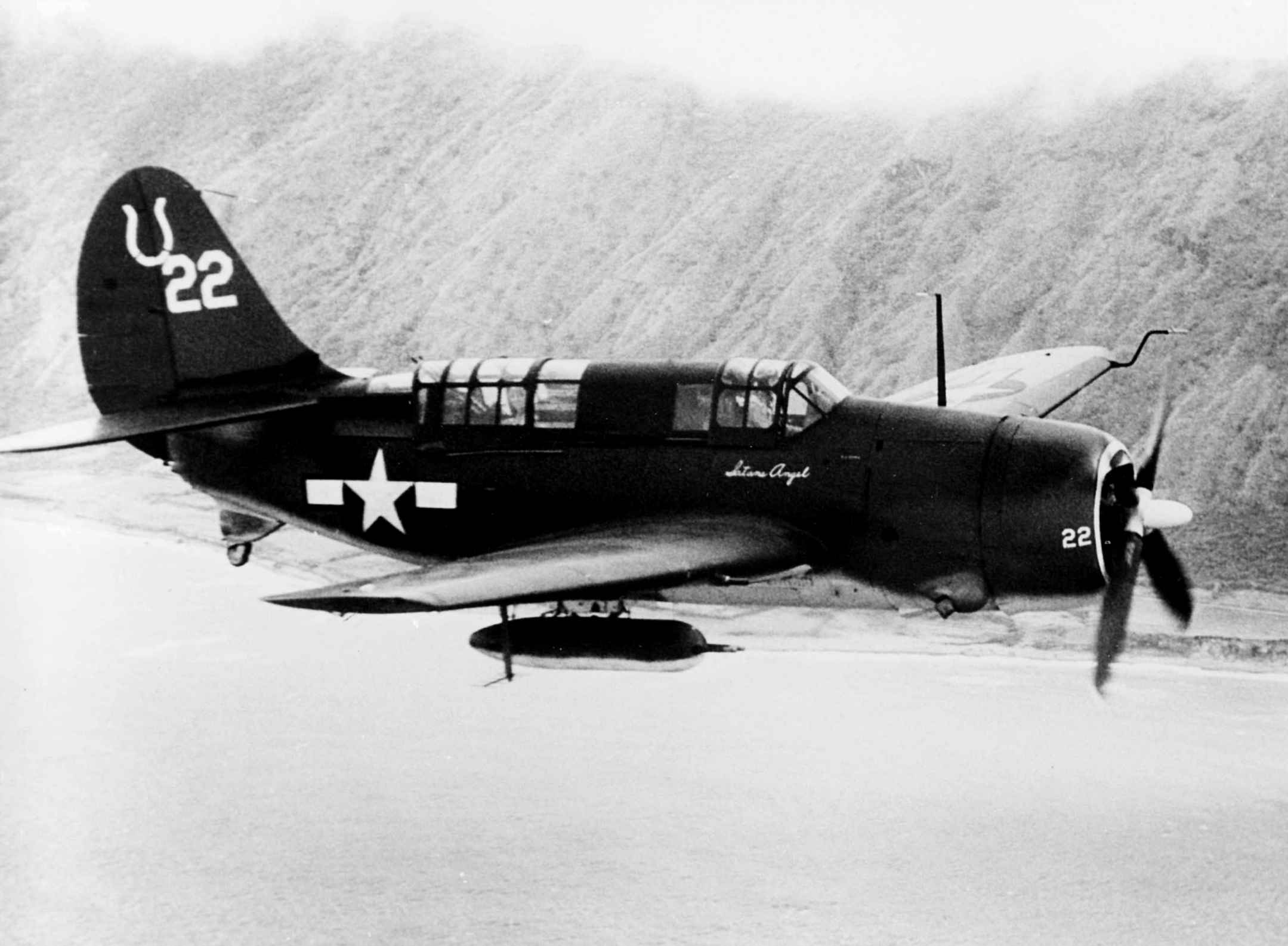
Curtiss SB2C Helldiver nad Formozą w 1944 roku, rok po wejściu SB2C na pokłady amerykańskich okrętów

Następca SBD – SB2C Helldiver, wszedł do służby w 1943 roku i stopniowo zastępował SBD w operacjach pokładowych, był jednak trudny w używaniu, zaś jego problemy mechaniczne, zjednały mu przydomek „the beast” – bestii. Podobnie jak SBD Dauntles miał dwuosobową załogę, mógł latać ze stałą prędkością 281 mph (452 km/h) i przenosił dwa działka 20 mm, dwa karabiny maszynowe oraz do 2000 funtów (907 kg) bomb. Przede wszystkim jednak, w odróżnieniu od SBD, SB2C miał składane skrzydła, co znacząco zaoszczędzało miejsce na lotniskowcach i pozwalało na przenoszenie przez nie większej liczby samolotów. Niezależnie jednak od tej nieco lepszej od SDB charakterystyki, SB2C nigdy nie zdobył takiej popularności. Większość pilotów zdecydowanie preferowała latanie na SBD.
Sukces SBD Dauntless podczas działań na Pacyfiku, spowodował, że samolot ten cieszył się uznaniem także za granicą, stąd też oprócz US Navy, USMC i USAAF, samoloty te nabyły także siły powietrzne Nowej Zelandii, francuska Armée de l’air i marynarka wojenna, a także marynarka Chile, Meksyk i Maroko.
Do dziś trzy samoloty SBD Dauntles na świecie pozostają w stanie zdolności do lotu.

### Znani piloci
Wśród znanych pilotów tych samolotów, znajdowali się Richard Best, Norman Kleiss – z których każdy trafił dwa japońskie lotniskowce pod Midway, Turner Caldwell, Cook Cleland, Robert Elder, Earl Gallaher, Elmer Glidden, Maxwell Leslie, Richard Mangrum, Wade McClusky, Joseph Sailer, Wallace Short, D.W. Shumway i Stanley Vejtasa, a także udekorowani Medalami Honoru za swoją postawę podczas bitwy na Morzu Koralowym William Hall i John Powers.